# Seznam měst v Německu

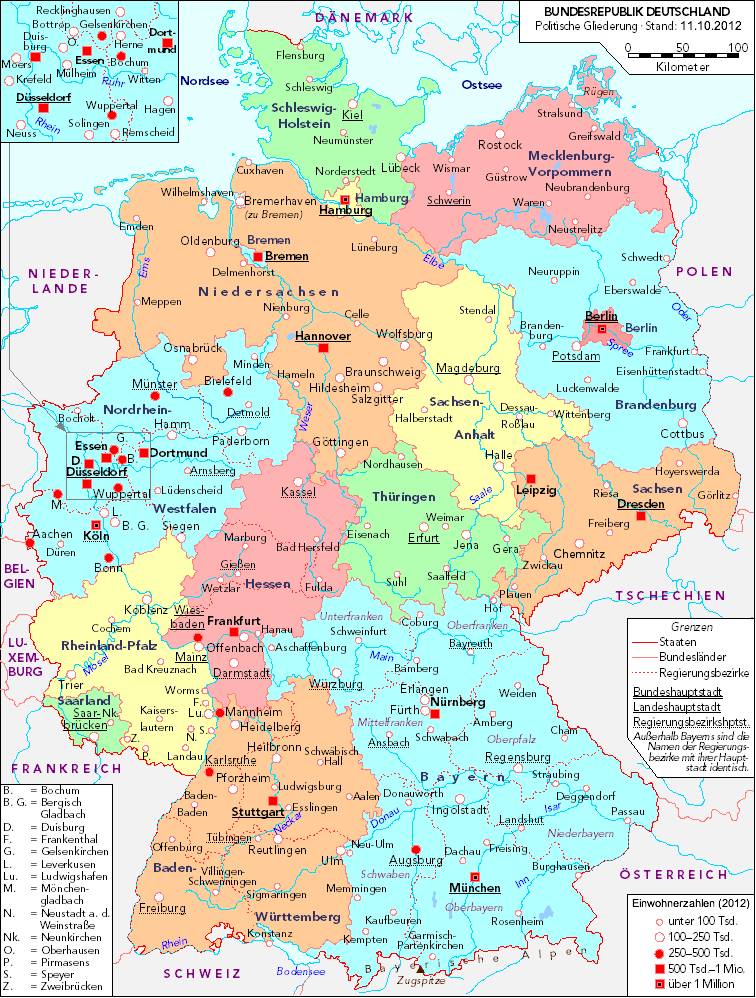
Politická mapa Německa

Níže uvedený seznam zahrnuje německá města v abecedním seznamu. V závorkách jsou uvedeny spolkové země, do kterých daná města patří. K 1. lednu 2024 bylo v Německu celkem 2 056 měst.
V Německu neexistuje žádný rozdíl mezi pojmy město a velkoměsto; označení Stadt je určeno pro samostatnou obec, která má právo užívat tento titul. Naopak menší německé obce, které tento titul nepoužívají a nejsou zde tedy zahrnuty, jsou nazývány Gemeinden. Historicky bylo označení Stadt spojeno s městskými právy, ale dnes jde pouze o čestný titul. Tento titul může být obci udělen vládou příslušné spolkové země v níž leží a obvykle se přiděluje takovým sídlům, která buď měla historicky udělena městská práva, nebo v poslední době dosáhla značné velikosti a významu. Města s více než 100 000 obyvateli se nazývají Großstadt, což je ale pouze statistický pojem, který nemá žádný vliv na jejich správní status.
Počty měst v jednotlivých spolkových zemích:
- Bavorsko: 317 měst
- Bádensko-Württembersko: 316 měst
- Severní Porýní-Vestfálsko: 272 měst
- Hesensko: 191 měst
- Sasko: 169 měst
- Dolní Sasko: 159 měst
- Porýní-Falc: 130 měst
- Durynsko: 117 měst
- Braniborsko: 113 měst
- Sasko-Anhaltsko: 104 měst
- Meklenbursko-Přední Pomořansko: 84 měst
- Šlesvicko-Holštýnsko: 63 měst
- Sársko: 17 měst
- Svobodné hanzovní město Brémy: 2 města
- Berlín: 1 město
- Hamburk: 1 město

## Města s největším počtem obyvatel
| Pořadí | Obrázek                                           | Český název           | Německý název     | Počet obyvatel (2023) | Spolková země             | Poznámky |
| ------ | ------------------------------------------------- | --------------------- | ----------------- | --------------------- | ------------------------- | --- |
| 1.     | Braniborská brána                                 | Berlín                | Berlin            | 3 878 100             | Berlín                    | Hlavní město Německa, samostatná spolková země, severovýchod země                                                                  |
| 2.     | Landungsbrücken, Hamburg                          | Hamburk               | Hamburg           | 1 964 021             | Hamburk                   | Samostatná spolková země, významný přístav na severu země                                                                          |
| 3.     | Munich skyline                                    | Mnichov               | München           | 1 510 378             | Bavorsko                  | Hlavní město spolkové země Bavorsko, sídlo fotbalového klubu Bayern Mnichov, srdce významné aglomerace, jihovýchod země            |
| 4.     | 2013-08-10 07-18-55 Ballonfahrt über Köln EH 0626 | Kolín nad Rýnem       | Köln              | 1 087 353             | Severní Poryní-Vestfálsko | Součást rozlehlé aglomerace Porýní, významné hospodářské centrum, západ země                                                       |
| 5.     | Skyline Frankfurt am Main 2015                    | Frankfurt nad Mohanem | Frankfurt am Main | 773 068               | Hesensko                  | Rozlehlá aglomerace, moderní velkoměsto, finanční centrum Evropy, dopravní uzel (jedno z největších evropských letišť), střed země |
| 6.     | Neckar bei Hedelfingen und Obertürkheim           | Stuttgart             | Stuttgart         | 632 865               | Bádensko-Würtembersko     | Centrum spolkové země Bádensko-Würtembersko, známo značně multikulturním obyvatelstvem, jihozápad země                             |
| 7.     | D medienhafen                                     | Düsseldorf            | Düsseldorf        | 631 217               | Severní Poryní-Vestfálsko | Centrum spolkové země Severní Porýní-Vestfálsko, součást aglomerace Porýní, obchodní středisko, západ země                         |
| 8.     | Leipzig Fockeberg Zentrum                         | Lipsko                | Leipzig           | 616 093               | Sasko                     | Středovýchod země, známé univerzitní město                                                                                         |
| 9.     | Dortmund - PO-Phoenix-See + Hörde 01 ies          | Dortmund              | Dortmund          | 595 471               | Severní Poryní-Vestfálsko | Sídlo fotbalového klubu FC Borussia Dortmund, západ země                                                                           |
| 10.    | Essen-Südviertel Luft                             | Essen                 | Essen             | 586 608               | Severní Poryní-Vestfálsko | Západ země, významné centrum těžkého průmyslu                                                                                      |
| 11.    | Bremen aerial view 9                              | Brémy                 | Bremen            | 569 396               | Brémy                     | Samostatná spolková země, centrum města součástí UNESCO, přístav                                                                   |
| 12.    | DD Altstadt Semperoper                            | Drážďany              | Dresden           | 563 311               | Sasko                     | Centrum spolkové země Sasko s bohatou historií, východ země                                                                        |
| 13.    | Kroepcke square Hanover Germany a                 | Hannover              | Hannover          | 545 045               | Dolní Sasko               | Centrum spolkové země Dolní Sasko, známé výstaviště                                                                                |
| 14.    | Norimberk panorama                                | Norimberk             | Nürnberg          | 526 091               | Bavorsko                  | Historické, kulturní a hospodářské centrum, univerzitní město                                                                      |

## Abecední seznam všech měst

### A
- Aach (Bádensko-Württembersko)
- Aalen (Bádensko-Württembersko)
- Abenberg (Bavorsko)
- Abensberg (Bavorsko)
- Achern (Bádensko-Württembersko)
- Achim (Dolní Sasko)
- Adelsheim (Bádensko-Württembersko)
- Adenau (Porýní-Falc)
- Adorf (Sasko)
- Ahaus (Severní Porýní-Vestfálsko)
- Ahlen (Severní Porýní-Vestfálsko)
- Ahrensburg (Šlesvicko-Holštýnsko)
- Aichach (Bavorsko)
- Aichtal (Bádensko-Württembersko)
- Aken (Sasko-Anhaltsko)
- Albstadt (Bádensko-Württembersko)
- Alfeld (Dolní Sasko)
- Allendorf (Hesensko)
- Allstedt (Sasko-Anhaltsko)
- Alpirsbach (Bádensko-Württembersko)
- Alsdorf (Severní Porýní-Vestfálsko)
- Alsfeld (Hesensko)
- Alsleben (Sasko-Anhaltsko)
- Altdorf bei Nürnberg (Bavorsko)
- Altena (Severní Porýní-Vestfálsko)
- Altenberg (Sasko)
- Altenburg (Durynsko)
- Altenkirchen (Porýní-Falc)
- Altensteig (Bádensko-Württembersko)
- Altentreptow (Meklenbursko-Přední Pomořansko)
- Altlandsberg (Braniborsko)
- Altötting (Bavorsko)
- Alzenau (Bavorsko)
- Alzey (Porýní-Falc)
- Amberg (Bavorsko)
- Amöneburg (Hesensko)
- Amorbach (Bavorsko)
- Andernach (Porýní-Falc)
- Angermünde (Braniborsko)
- Anklam (Meklenbursko-Přední Pomořansko)
- Annaberg-Buchholz (Sasko)
- Annaburg (Sasko-Anhaltsko)
- Annweiler am Trifels (Porýní-Falc)
- Ansbach (Bavorsko)
- Apolda (Durynsko)
- Arendsee (Sasko-Anhaltsko)
- Arneburg (Sasko-Anhaltsko)
- Arnis (Šlesvicko-Holštýnsko)
- Arnsberg (Severní Porýní-Vestfálsko)
- Arnstadt (Durynsko)
- Arnstein (Bavorsko)
- Arnstein (Sasko-Anhaltsko)
- Artern (Durynsko)
- Arzberg (Bavorsko)
- Aschaffenburg (Bavorsko)
- Aschersleben (Sasko-Anhaltsko)
- Asperg (Bádensko-Württembersko)
- Aßlar (Hesensko)
- Attendorn (Severní Porýní-Vestfálsko)
- Aub (Bavorsko)
- Aue-Bad Schlema (Sasko)
- Auerbach in der Oberpfalz (Bavorsko)
- Auerbach (Sasko)
- Augsburg (Bavorsko)
- Augustusburg (Sasko)
- Aulendorf (Bádensko-Württembersko)
- Auma-Weidatal (Durynsko)
- Aurich (Dolní Sasko)

### B
- Babenhausen (Hesensko)
- Bacharach (Porýní-Falc)
- Backnang (Bádensko-Württembersko)
- Bad Aibling (Bavorsko)
- Bad Arolsen (Hesensko)
- Bad Belzig (Braniborsko)
- Bad Bentheim (Dolní Sasko)
- Bad Bergzabern (Porýní-Falc)
- Bad Berka (Durynsko)
- Bad Berleburg (Severní Porýní-Vestfálsko)
- Bad Berneck im Fichtelgebirge (Bavorsko)
- Bad Bevensen (Dolní Sasko)
- Bad Bibra (Sasko-Anhaltsko)
- Bad Blankenburg (Durynsko)
- Bad Bramstedt (Šlesvicko-Holštýnsko)
- Bad Breisig (Porýní-Falc)
- Bad Brückenau (Bavorsko)
- Bad Buchau (Bádensko-Württembersko)
- Bad Camberg (Hesensko)
- Bad Colberg-Heldburg (Durynsko)
- Bad Doberan (Meklenbursko-Přední Pomořansko)
- Bad Driburg (Severní Porýní-Vestfálsko)
- Bad Düben (Sasko)
- Bad Dürkheim (Porýní-Falc)
- Bad Dürrenberg (Sasko-Anhaltsko)
- Bad Dürrheim (Bádensko-Württembersko)
- Bad Elster (Sasko)
- Bad Ems (Porýní-Falc)
- Bad Fallingbostel (Dolní Sasko)
- Bad Frankenhausen/Kyffhäuser (Durynsko)
- Bad Freienwalde (Oder) (Braniborsko)
- Bad Friedrichshall (Bádensko-Württembersko)
- Bad Gandersheim (Dolní Sasko)
- Bad Gottleuba-Berggießhübel (Sasko)
- Bad Griesbach im Rottal (Bavorsko)
- Bad Harzburg (Dolní Sasko)
- Bad Herrenalb (Bádensko-Württembersko)
- Bad Hersfeld (Hesensko)
- Bad Homburg vor der Höhe (Hesensko)
- Bad Honnef (Severní Porýní-Vestfálsko)
- Bad Hönningen (Porýní-Falc)
- Bad Iburg (Dolní Sasko)
- Bad Karlshafen (Hesensko)
- Bad Kissingen (Bavorsko)
- Bad König (Hesensko)
- Bad Königshofen im Grabfeld (Bavorsko)
- Bad Köstritz (Durynsko)
- Bad Kötzting (Bavorsko)
- Bad Kreuznach (Porýní-Falc)
- Bad Krozingen (Bádensko-Württembersko)
- Bad Laasphe (Severní Porýní-Vestfálsko)
- Bad Langensalza (Durynsko)
- Bad Lauchstädt (Sasko-Anhaltsko)
- Bad Lausick (Sasko)
- Bad Lauterberg im Harz (Dolní Sasko)
- Bad Liebenstein (Durynsko)
- Bad Liebenwerda (Braniborsko)
- Bad Liebenzell (Bádensko-Württembersko)
- Bad Lippspringe (Severní Porýní-Vestfálsko)
- Bad Lobenstein (Durynsko)
- Bad Marienberg (Porýní-Falc)
- Bad Mergentheim (Bádensko-Württembersko)
- Bad Münder am Deister (Dolní Sasko)
- Bad Münstereifel (Severní Porýní-Vestfálsko)
- Bad Muskau (Sasko)
- Bad Nauheim (Hesensko)
- Bad Nenndorf (Dolní Sasko)
- Bad Neuenahr-Ahrweiler (Porýní-Falc)
- Bad Neustadt an der Saale (Bavorsko)
- Bad Oeynhausen (Severní Porýní-Vestfálsko)
- Bad Oldesloe (Šlesvicko-Holštýnsko)
- Bad Orb (Hesensko)
- Bad Pyrmont (Dolní Sasko)
- Bad Rappenau (Bádensko-Württembersko)
- Bad Reichenhall (Bavorsko)
- Bad Rodach (Bavorsko)
- Bad Sachsa (Dolní Sasko)
- Bad Säckingen (Bádensko-Württembersko)
- Bad Salzdetfurth (Dolní Sasko)
- Bad Salzuflen (Severní Porýní-Vestfálsko)
- Bad Salzungen (Durynsko)
- Bad Saulgau (Bádensko-Württembersko)
- Bad Schandau (Sasko)
- Bad Schmiedeberg (Sasko-Anhaltsko)
- Bad Schussenried (Bádensko-Württembersko)
- Bad Schwalbach (Hesensko)
- Bad Schwartau (Šlesvicko-Holštýnsko)
- Bad Segeberg (Šlesvicko-Holštýnsko)
- Bad Sobernheim (Porýní-Falc)
- Bad Soden am Taunus (Hesensko)
- Bad Soden-Salmünster (Hesensko)
- Bad Sooden-Allendorf (Hesensko)
- Bad Staffelstein (Bavorsko)
- Bad Sulza (Durynsko)
- Bad Sülze (Meklenbursko-Přední Pomořansko)
- Bad Teinach-Zavelstein (Bádensko-Württembersko)
- Bad Tennstedt (Durynsko)
- Bad Tölz (Bavorsko)
- Bad Urach (Bádensko-Württembersko)
- Bad Vilbel (Hesensko)
- Bad Waldsee (Bádensko-Württembersko)
- Bad Wildbad (Bádensko-Württembersko)
- Bad Wildungen (Hesensko)
- Bad Wilsnack (Braniborsko)
- Bad Wimpfen (Bádensko-Württembersko)
- Bad Windsheim (Bavorsko)
- Bad Wörishofen (Bavorsko)
- Bad Wünnenberg (Severní Porýní-Vestfálsko)
- Bad Wurzach (Bádensko-Württembersko)
- Baden-Baden (Bádensko-Württembersko)
- Baesweiler (Severní Porýní-Vestfálsko)
- Baiersdorf (Bavorsko)
- Balingen (Bádensko-Württembersko)
- Ballenstedt (Sasko-Anhaltsko)
- Balve (Severní Porýní-Vestfálsko)
- Bamberk (Bavorsko)
- Barby (Elbe) (Sasko-Anhaltsko)
- Bargteheide (Šlesvicko-Holštýnsko)
- Barmstedt (ŠlesvickoýHolštýnsko)
- Bärnau (Bavorsko)
- Barntrup (Severní Porýní-Vestfálsko)
- Barsinghausen (Dolní Sasko)
- Barth (Meklenbursko-Přední Pomořansko)
- Baruth/Mark (Braniborsko)
- Bassum (Dolní Sasko)
- Battenberg (Hesensko)
- Baumholder (Porýní-Falc)
- Baunach (Bavorsko)
- Baunatal (Hesensko)
- Bayreuth (Bavorsko)
- Bebra (Hesensko)
- Beckum (Severní Porýní-Vestfálsko)
- Bedburg (Severní Porýní-Vestfálsko)
- Beelitz (Braniborsko)
- Beeskow (Braniborsko)
- Beilngries (Bavorsko)
- Beilstein (Bádensko-Württembersko)
- Belgern-Schildau (Sasko)
- Bendorf (Porýní-Falc)
- Bensheim (Hesensko)
- Berching (Bavorsko)
- Berga (Durynsko)
- Bergen (Dolní Sasko)
- Bergen auf Rügen (Meklenbursko-Přední Pomořansko)
- Bergheim (Severní Porýní-Vestfálsko)
- Bergisch Gladbach (Severní Porýní-Vestfálsko)
- Bergkamen (Severní Porýní Vestfálsko)
- Bergneustadt (Severní Porýní-Vestfálsko)
- Berka/Werra (Durynsko)
- Berlín (Berlín)
- Bernau bei Berlin (Braniborsko)
- Bernburg (Sasko-Anhaltsko)
- Bernkastel-Kues (Porýní-Falc)
- Bernsdorf (Sasko)
- Bernstadt auf dem Eigen (Sasko)
- Bersenbrück (Dolní Sasko)
- Besigheim (Bádensko-Württembersko)
- Betzdorf (Porýní-Falc)
- Betzenstein (Bavorsko)
- Beverungen (Severní Porýní-Vestfálsko)
- Bexbach (Sársko)
- Biberach an der Riß (Bádensko-Württembersko)
- Biedenkopf (Hesensko)
- Bielefeld (Severní Porýní-Vestfálsko)
- Biesenthal (Braniborsko)
- Bietigheim-Bissingen (Bádensko-Württembersko)
- Billerbeck (Severní Porýní-Vestfálsko)
- Bingen am Rhein (Porýní-Falc)
- Birkenfeld (Porýní-Falc)
- Bischofsheim in der Rhön (Bavorsko)
- Bischofswerda (Sasko)
- Bismark (Sasko-Anhaltsko)
- Bitburg (Porýní-Falc)
- Bitterfeld-Wolfen (Sasko-Anhaltsko)
- Blankenburg (Harz) (Sasko-Anhaltsko)
- Blankenhain (Durynsko)
- Blaubeuren (Bádensko-Württembersko)
- Blaustein (Bádensko-Württembersko)
- Bleckede (Dolní Sasko)
- Bleicherode (Durynsko)
- Blieskastel (Sársko)
- Blomberg (Severní Porýní-Vestfálsko)
- Blumberg (Bádensko-Württembersko)
- Bobingen (Bavorsko)
- Böblingen (Bádensko-Württembersko)
- Bocholt (Severní Porýní-Vestfálsko)
- Bochum (Severní Porýní-Vestfálsko)
- Bockenem (Dolní Sasko)
- Bodenwerder (Dolní Sasko)
- Bogen (Bavorsko)
- Böhlen (Sasko)
- Boizenburg (Meklenbursko-Přední Pomořansko)
- Bonn (Severní Porýní-Vestfálsko)
- Bonndorf im Schwarzwald (Bádensko-Württembersko)
- Bönnigheim (Bádensko-Württembersko)
- Bopfingen (Bádensko-Württembersko)
- Boppard (Porýní-Falc)
- Borgentreich (Severní Porýní-Vestfálsko)
- Borgholzhausen (Severní Porýní-Vestfálsko)
- Borken (Severní Porýní-Vestfálsko)
- Borken (Hesensko)
- Borkum (Dolní Sasko)
- Borna (Sasko)
- Bornheim (Severní Porýní-Vestfálsko)
- Bottrop (Severní Porýní-Vestfálsko)
- Boxberg (Bádensko-Württembersko)
- Brackenheim (Bádensko-Württembersko)
- Brake (Dolní Sasko)
- Brakel (Severní Porýní-Vestfálsko)
- Bramsche (Dolní Sasko)
- Brandenburg an der Havel (Braniborsko)
- Brand-Erbisdorf (Sasko)
- Brandis (Sasko)
- Braubach (Porýní-Falc)
- Braunfels (Hesensko)
- Braunlage (Dolní Sasko)
- Bräunlingen (Bádensko-Württembersko)
- Braunsbedra (Sasko-Anhaltsko)
- Braunschweig (Dolní Sasko)
- Breckerfeld (Severní Porýní-Vestfálsko)
- Bredstedt (Šlesvicko-Holštýnsko)
- Breisach am Rhein (Bádensko-Württembersko)
- Brémy (Brémy)
- Bremerhaven (Brémy)
- Bremervörde (Dolní Sasko)
- Bretten (Bádensko-Württembersko)
- Breuberg (Hesensko)
- Brilon (Severní Porýní-Vestfálsko)
- Brotterode-Trusetal (Durynsko)
- Bruchköbel (Hesensko)
- Bruchsal (Bádensko-Württembersko)
- Brück (Braniborsko)
- Brüel (Meklenbursko-Přední Pomořansko)
- Brühl (Severní Porýní-Vestfálsko)
- Brunsbüttel (Schleswig-Holstein)
- Brüssow (Braniborsko)
- Buchen (Odenwald) (Bádensko-Württembersko)
- Buchholz in der Nordheide (Dolní Sasko)
- Buchloe (Bavorsko)
- Bückeburg (Dolní Sasko)
- Buckow (Braniborsko)
- Budyšín (Sasko)
- Büdelsdorf (Šlesvicko-Holštýnsko)
- Büdingen (Hesensko)
- Bühl (Bádensko-Württembersko)
- Bünde (Severní Porýní-Vestfálsko)
- Büren (Severní Porýní-Vestfálsko)
- Burg (Sasko-Anhaltsko)
- Burgau (Bavorsko)
- Burgbernheim (Bavorsko)
- Burgdorf (Dolní Sasko)
- Bürgel (Durynsko)
- Burghausen (Bavorsko)
- Burgkunstadt (Bavorsko)
- Burglengenfeld (Bavorsko)
- Burgstädt (Sasko)
- Burg Stargard (Meklenbursko-Přední Pomořansko)
- Burgwedel (Dolní Sasko)
- Burladingen (Bádensko-Württembersko)
- Burscheid (Severní Porýní-Vestfálsko)
- Bürstadt (Hesensko)
- Buttelstedt (Durynsko)
- Buttstädt (Durynsko)
- Butzbach (Hesensko)
- Bützow (Meklenbursko-Přední Pomořansko)
- Buxtehude (Dolní Sasko)

### C
- Calau (Braniborsko)
- Calbe (Sasko-Anhaltsko)
- Calw (Bádensko-Württembersko)
- Castrop-Rauxel (Severní Porýní-Vestfálsko)
- Cáchy (Severní Porýní-Vestfálsko)
- Celle (Dolní Sasko)
- Clausthal-Zellerfeld (Dolní Sasko)
- Clingen (Durynsko)
- Cloppenburg (Dolní Sasko)
- Coburg (Bavorsko)
- Cochem (Porýní-Falc)
- Coesfeld (Severní Porýní-Vestfálsko)
- Colditz (Sasko)
- Coswig (Sasko)
- Coswig (Sasko-Anhaltsko) (Sasko-Anhaltsko)
- Crailsheim (Bádensko-Württembersko)
- Creglingen (Bádensko-Württembersko)
- Creußen (Bavorsko)
- Creuzburg (Durynsko)
- Crimmitschau (Sasko)
- Crivitz (Meklenbursko-Přední Pomořansko)
- Cuxhaven (Dolní Sasko)

### D
- Dachau (Bavorsko)
- Dahlen (Sasko)
- Dahme/Mark (Braniborsko)
- Dahn (Porýní-Falc)
- Damme (Dolní Sasko)
- Dannenberg (Dolní Sasko)
- Dargun (Meklenbursko-Přední Pomořansko)
- Darmstadt (Hesensko)
- Dassel (Dolní Sasko)
- Dassow (Meklenbursko-Přední Pomořansko)
- Datteln (Severní Porýní-Vestfálsko)
- Daun (Porýní-Falc)
- Deggendorf (Bavorsko)
- Deidesheim (Porýní-Falc)
- Delbrück (Severní Porýní-Vestfálsko)
- Delitzsch (Sasko)
- Delmenhorst (Dolní Sasko)
- Demmin (Meklenbursko-Přední Pomořansko)
- Dessau-Roßlau (Sasko-Anhaltsko)
- Detmold (Severní Porýní-Vestfálsko)
- Dettelbach (Bavorsko)
- Dieburg (Hesensko)
- Diemelstadt (Hesensko)
- Diepholz (Dolní Sasko)
- Dierdorf (Porýní-Falc)
- Dietenheim (Bádensko-Württembersko)
- Dietfurt an der Altmühl (Bavorsko)
- Dietzenbach (Hesensko)
- Diez (Porýní-Falc)
- Dillenburg (Hesensko)
- Dillingen an der Donau (Bavorsko)
- Dillingen/Saar (Sársko)
- Dingelstädt (Durynsko)
- Dingolfing (Bavorsko)
- Dinkelsbühl (Bavorsko)
- Dinklage (Dolní Sasko)
- Dinslaken (Severní Porýní-Vestfálsko)
- Dippoldiswalde (Sasko)
- Dissen am Teutoburger Wald (Dolní Sasko)
- Ditzingen (Bádensko-Württembersko)
- Döbeln (Sasko)
- Doberlug-Kirchhain (Braniborsko)
- Döbern (Braniborsko)
- Dömitz (Meklenbursko-Přední Pomořansko)
- Dommitzsch (Sasko)
- Donaueschingen (Bádensko-Württembersko)
- Donauwörth (Bavorsko)
- Donín (Sasko)
- Donzdorf (Bádensko-Württembersko)
- Dorfen (Bavorsko)
- Dormagen (Severní Porýní-Vestfálsko)
- Dornburg-Camburg (Durynsko)
- Dornhan (Bádensko-Württembersko)
- Dornstetten (Bádensko-Württembersko)
- Dorsten (Severní Porýní-Vestfálsko)
- Dortmund (Severní Porýní-Vestfálsko)
- Dransfeld (Dolní Sasko)
- Drážďany (Sasko)
- Drebkau (Braniborsko)
- Dreieich (Hesensko)
- Drensteinfurt (Severní Porýní-Vestfálsko)
- Drolshagen (Severní Porýní-Vestfálsko)
- Duderstadt (Dolní Sasko)
- Duisburg (Severní Porýní-Vestfálsko)
- Dülmen (Severní Porýní-Vestfálsko)
- Düren (Severní Porýní-Vestfálsko)
- Düsseldorf (Severní Porýní-Vestfálsko)

### E
- Ebeleben (Durynsko)
- Eberbach (Bádensko-Württembersko)
- Ebermannstadt (Bavorsko)
- Ebern (Bavorsko)
- Ebersbach an der Fils (Bádensko-Württembersko)
- Ebersbach-Neugersdorf (Sasko)
- Ebersberg (Bavorsko)
- Eberswalde (Braniborsko)
- Eckartsberga (Sasko-Anhaltsko)
- Eckernförde (Šlesvicko-Holštýnsko)
- Edenkoben (Porýní-Falc)
- Egeln (Sasko-Anhaltsko)
- Eggenfelden (Bavorsko)
- Eggesin (Meklenbursko-Přední Pomořansko)
- Ehingen (Bádensko-Württembersko)
- Ehrenfriedersdorf (Sasko)
- Eibelstadt (Bavorsko)
- Eibenstock (Sasko)
- Eichstätt (Bavorsko)
- Eilenburg (Sasko)
- Einbeck (Dolní Sasko)
- Eisenach (Durynsko)
- Eisenberg (Durynsko)
- Eisenberg (Porýní-Falc)
- Eisenhüttenstadt (Braniborsko)
- Eisfeld (Durynsko)
- Eislingen/Fils (Bádensko-Württembersko)
- Ellingen (Bavorsko)
- Ellrich (Durynsko)
- Ellwangen (Bádensko-Württembersko)
- Elmshorn (Šlesvicko-Holštýsko)
- Elsdorf (Severní Porýní-Vestfálsko)
- Elsfleth (Dolní Sasko)
- Elsterberg (Sasko)
- Elsterwerda (Braniborsko)
- Elterlein (Sasko)
- Eltmann (Bavorsko)
- Eltville am Rhein (Hesensko)
- Elzach (Bádensko-Württembersko)
- Elze (Dolní Sasko)
- Emden (Dolní Sasko)
- Emmelshausen (Porýní-Falc)
- Emmendingen (Bádensko-Württembersko)
- Emmerich am Rhein (Severní Porýní-Vestfálsko)
- Emsdetten (Severní Porýní-Vestfálsko)
- Endingen am Kaiserstuhl (Bádensko-Württembersko)
- Engen (Bádensko-Württembersko)
- Enger (Severní Porýní-Vestfálsko)
- Ennepetal (Severní Porýní-Vestfálsko)
- Ennigerloh (Severní Porýní-Vestfálsko)
- Eppelheim (Bádensko-Württembersko)
- Eppingen (Bádensko-Württembersko)
- Eppstein (Hesensko)
- Erbach (Donau) (Bádensko-Württembersko)
- Erbach im Odenwald (Hesensko)
- Erbendorf (Bavorsko)
- Erding (Bavorsko)
- Erftstadt (Severní Porýní-Vestfálsko)
- Erfurt (Durynsko)
- Erkelenz (Severní Porýní-Vestfálsko)
- Erkner (Braniborsko)
- Erkrath (Severní Porýní-Vestfálsko)
- Erlangen (Bavorsko)
- Erlenbach am Main (Bavorsko)
- Erlensee (Hesensko)
- Erwitte (Severní Porýní-Vestfálsko)
- Eschborn (Hesensko)
- Eschenbach in der Oberpfalz (Bavorsko)
- Eschershausen (Dolní Sasko)
- Eschwege (Hesensko)
- Eschweiler (Severní Porýní-Vestfálsko)
- Esens (Dolní Sasko)
- Espelkamp (Severní Porýní-Vestfálsko)
- Essen (Severní Porýní-Vestfálsko)
- Esslingen am Neckar (Bádensko-Württembersko)
- Ettenheim (Bádensko-Württembersko)
- Ettlingen (Bádensko-Württembersko)
- Euskirchen (Severní Porýní-Vestfálsko)
- Eutin (Šlesvicko-Holštýnsko)

### F
- Falkenberg/Elster (Braniborsko)
- Falkensee (Braniborsko)
- Falkenstein (Sasko-Anhaltsko)
- Falkenstein (Sasko)
- Fehmarn (Šlesvicko-Holštýnsko)
- Fellbach (Bádensko-Württembersko)
- Felsberg (Hesensko)
- Feuchtwangen (Bavorsko)
- Filderstadt (Bádensko-Württembersko)
- Finsterwalde (Braniborsko)
- Fladungen (Bavorsko)
- Flensburg (Šlesvicko-Holštýnsko)
- Flöha (Sasko)
- Flörsheim am Main (Hesensko)
- Florstadt (Hesensko)
- Forchheim (Bavorsko)
- Forchtenberg (Bádensko-Württembersko)
- Forst (Lausitz) (Braniborsko)
- Frankenau (Hesensko)
- Frankenberg (Hesensko)
- Frankenberg (Sasko)
- Frankenthal (Porýní-Falc)
- Frankfurt nad Mohanem (Hesensko)
- Frankfurt nad Odrou (Braniborsko)
- Franzburg (Meklenbursko-Přední Pomořansko)
- Frauenstein (Sasko)
- Frechen (Severní Porýní-Vestfálsko)
- Freiberg am Neckar (Bádensko-Württembersko)
- Freiberg (Sasko)
- Freiburg im Breisgau (Bádensko-Württembersko)
- Freilassing (Bavorsko)
- Freinsheim (Porýní-Falc)
- Freising (Bavorsko)
- Freital (Sasko)
- Freren (Dolní Sasko)
- Freudenberg am Main (Baden-Württemberg)
- Freudenberg (Severní Porýní-Vestfálsko)
- Freudenstadt (Bádensko-Württembersko)
- Freyburg (Unstrut) (Sasko-Anhaltsko)
- Freystadt (Bavorsko)
- Freyung (Bavaria)
- Fridingen an der Donau (Bádensko-Württembersko)
- Friedberg (Bavorsko)
- Friedberg (Hesensko)
- Friedland (Meklenbursko-Přední Pomořansko)
- Friedland (Braniborsko)
- Friedrichroda (Durynsko)
- Friedrichsdorf (Hesensko)
- Friedrichshafen (Bádensko-Württembersko)
- Friedrichstadt (Šlesvicko-Holštýnsko)
- Friedrichsthal (Sársko)
- Friesack (Braniborsko)
- Friesoythe (Dolní Sasko)
- Fritzlar (Hesensko)
- Frohburg (Sasko)
- Fröndenberg (Severní Porýní-Vestfálsko)
- Fulda (Hesensko)
- Fürstenau (Dolní Sasko)
- Fürstenberg (Braniborsko)
- Fürstenfeldbruck (Bavorsko)
- Fürstenwalde (Braniborsko)
- Fürth (Bavorsko)
- Furth im Wald (Bavorsko)
- Furtwangen im Schwarzwald (Bádensko-Württembersko)
- Füssen (Bavorsko)

### G
- Gadebusch (Meklenbursko-Přední Pomořansko)
- Gaggenau (Bádensko-Württembersko)
- Gaildorf (Bádensko-Württembersko)
- Gammertingen (Bádensko-Württembersko)
- Garbsen (Dolní Sasko)
- Garching bei München (Bavorsko)
- Gardelegen (Sasko-Anhaltsko)
- Garding (Šlesvicko-Holštýnsko)
- Gartz (Braniborsko)
- Garz (Meklenbursko-Přední Pomořansko)
- Gau-Algesheim (Porýní-Falc)
- Gebesee (Durynsko)
- Gedern (Hesensko)
- Geesthacht (Šlesvicko-Holštýnsko)
- Geestland (Dolní Sasko)
- Gefell (Durynsko)
- Gefrees (Bavorsko)
- Gehrden (Dolní Sasko)
- Gehren (Durynsko)
- Geilenkirchen (Severní Porýní-Vestfálsko)
- Geisa (Durynsko)
- Geiselhöring (Bavorsko)
- Geisenfeld (Bavorsko)
- Geisenheim (Hesensko)
- Geisingen (Bádensko-Württembersko)
- Geislingen (Bádensko-Württembersko)
- Geislingen an der Steige (Bádensko-Württembersko)
- Geithain (Sasko)
- Geldern (Severní Porýní-Vestfálsko)
- Gelnhausen (Hesensko)
- Gelsenkirchen (Severní Porýní-Vestfálsko)
- Gemünden am Main (Bavorsko)
- Gemünden (Hesensko)
- Gengenbach (Bádensko-Württembersko)
- Genthin (Sasko-Anhaltsko)
- Georgsmarienhütte (Dolní Sasko)
- Gera (Durynsko)
- Gerabronn (Bádensko-Württembersko)
- Gerbstedt (Sasko-Anhaltsko)
- Geretsried (Bavorsko)
- Geringswalde (Sasko)
- Gerlingen (Bádensko-Württembersko)
- Germering (Bavorsko)
- Germersheim (Porýní-Falc)
- Gernsbach (Bádensko-Württembersko)
- Gernsheim (Hesensko)
- Gerolstein (Porýní-Falc)
- Gerolzhofen (Bavorsko)
- Gersfeld (Hesensko)
- Gersthofen (Bavorsko)
- Gescher (Severní Porýní-Vestfálsko)
- Geseke (Severní Porýní-Vestfálsko)
- Gevelsberg (Severní Porýní-Vestfálsko)
- Geyer (Sasko)
- Giengen an der Brenz (Bádensko-Württembersko)
- Gießen (Hesensko)
- Gifhorn (Dolní Sasko)
- Ginsheim-Gustavsburg (Hesensko)
- Gladbeck (Severní Porýní-Vestfálsko)
- Gladenbach (Hesensko)
- Glashütte (Sasko)
- Glauchau (Sasko)
- Glinde (Šlesvicko-Holštýnsko)
- Glücksburg (Šlesvicko-Holštýnsko)
- Glückstadt (Šlesvicko-Holštýnsko)
- Gnoien (Meklenbursko-Přední Pomořansko)
- Goch (Severní Porýní-Vestfálsko)
- Goldberg (Meklenbursko-Přední Pomořansko)
- Goldkronach (Bavorsko)
- Golßen (Braniborsko)
- Gommern (Sasko-Anhaltsko)
- Göppingen (Bádensko-Württembersko)
- Görlitz (Sasko)
- Goslar (Dolní Sasko)
- Gößnitz (Durynsko)
- Gotha (Durynsko)
- Göttingen (Dolní Sasko)
- Grabow (Meklenbursko-Přední Pomořansko)
- Grafenau (Bavorsko)
- Gräfenberg (Bavorsko)
- Gräfenhainichen (Sasko-Anhaltsko)
- Gräfenthal (Durynsko)
- Grafenwöhr (Bavorsko)
- Grafing bei München (Bavorsko)
- Gransee (Braniborsko)
- Grebenau (Hesensko)
- Grebenstein (Hesensko)
- Greding (Bavorsko)
- Greifswald (Meklenbursko-Přední Pomořansko)
- Greiz (Durynsko)
- Greußen (Durynsko)
- Greven (Severní Porýní-Vestfálsko)
- Grevenbroich (Severní Porýní-Vestfálsko)
- Grevesmühlen (Meklenbursko-Přední Pomořansko)
- Griesheim (Hesensko)
- Grimma (Sasko)
- Grimmen (Meklenbursko-Přední Pomořansko)
- Gröditz (Sasko)
- Groitzsch (Sasko)
- Gronau (Dolní Sasko)
- Gronau (Severní Porýní-Vestfálsko)
- Gröningen (Sasko-Anhaltsko)
- Großalmerode (Hesensko)
- Groß-Bieberau (Hesensko)
- Großbottwar (Bádensko-Württembersko)
- Großbreitenbach (Durynsko)
- Großenehrich (Durynsko)
- Großenhain (Sasko)
- Groß-Gerau (Hesensko)
- Großräschen (Braniborsko)
- Großröhrsdorf (Sasko)
- Großschirma (Sasko)
- Groß-Umstadt (Hesensko)
- Grünberg (Hesensko)
- Grünhain-Beierfeld (Sasko)
- Grünsfeld (Bádensko-Württembersko)
- Grünstadt (Porýní-Falc)
- Guben (Braniborsko)
- Gudensberg (Hesensko)
- Güglingen (Bádensko-Württembersko)
- Gummersbach (Severní Porýní-vestfálsko)
- Gundelfingen an der Donau (Bavorsko)
- Gundelsheim (Bádensko-Württembersko)
- Günzburg (Bavorsko)
- Gunzenhausen (Bavorsko)
- Güsten (Sasko-Anhaltsko)
- Güstrow (Meklenbursko-Přední Pomořansko)
- Gütersloh (Severní Porýní-Vestfálsko)
- Gützkow (Meklenbursko-Přední Pomořansko)

### H
- Haan (Severní Porýní-Vestfálsko)
- Hachenburg (Porýní-Falc)
- Hadamar (Hesensko)
- Hagen (Severní Porýní-Vestfálsko)
- Hagenbach (Porýní-Falc)
- Hagenow (Meklenbursko-Přední Pomořansko)
- Haiger (Hesensko)
- Haigerloch (Bádensko-Württembersko)
- Hainichen (Sasko)
- Haiterbach (Bádensko-Württembersko)
- Halberstadt (Sasko-Anhaltsko)
- Haldensleben (Sasko-Anhaltsko)
- Halle (Sasko-Anhaltsko)
- Halle (Severní Porýní-Vestfálsko)
- Hallenberg (Severní Porýní-Vestfálsko)
- Hallstadt (Bavorsko)
- Halštrov (Sasko)
- Haltern am See (Severní Porýní-Vestfálsko)
- Halver (Severní Porýní-Vestfálsko)
- Hamburk (Hamburk)
- Hameln (Dolní Sasko)
- Hamm (Severní Porýní-Vestfálsko)
- Hammelburg (Bavorsko)
- Hamminkeln (Severní Porýní-Vestfálsko)
- Hanau (Hesensko)
- Hann (Dolní Sasko)
- Hannover (Dolní Sasko)
- Harburg (Bavorsko)
- Hardegsen (Dolní Sasko)
- Haren (Dolní Sasko) (Dolní Sasko)
- Harsewinkel (Severní Porýní-Vestfálsko)
- Hartenstein (Sasko)
- Hartha (Sasko)
- Harzgerode (Sasko-Anhaltsko)
- Haselünne (Dolní Sasko)
- Haslach im Kinzigtal (Bádensko-Württembersko)
- Haßfurt (Bavorsko)
- Hattersheim am Main (Hesensko)
- Hattingen (Severní Porýní-Vestfálsko)
- Hatzfeld (Hesensko)
- Hausach (Bádensko-Württembersko)
- Hauzenberg (Bavorsko)
- Havelberg (Saxony-Anhalt)
- Havelsee (Braniborsko)
- Hayingen (Bádensko-Württembersko)
- Hechingen (Bádensko-Württembersko)
- Hecklingen (Sasko-Anhaltsko)
- Heide (Šlesvicko-Holštýnsko)
- Heideck (Bavorsko)
- Heidelberg (Bádensko-Württembersko)
- Heidenau (Sasko)
- Heidenheim an der Brenz (Bádensko-Württembersko)
- Heilbad Heiligenstadt (Durynsko)
- Heilbronn (Bádensko-Württembersko)
- Heiligenhafen (Šlesvicko-Holštýnsko)
- Heiligenhaus (Severní Porýní-Vestfálsko)
- Heilsbronn (Bavorsko)
- Heimbach (Severní Porýní-Vestfálsko)
- Heimsheim (Bádensko-Württembersko)
- Heinsberg (Severní Porýní-Vestfálsko)
- Heitersheim (Bádensko-Württembersko)
- Heldrungen (Durynsko)
- Helmbrechts (Bavorsko)
- Helmstedt (Dolní Sasko)
- Hemau (Bavorsko)
- Hemer (Severní Porýní-Vestfálsko)
- Hemmingen (Dolní Sasko)
- Hemmoor (Dolní Sasko)
- Hemsbach (Bádensko-Württembersko)
- Hennef (Severní Porýní-Vestfálsko)
- Hennigsdorf (Braniborsko)
- Heppenheim (Hesensko)
- Herbolzheim (Bádensko-Württembersko)
- Herborn (Hesensko)
- Herbrechtingen (Bádensko-Württembersko)
- Herbstein (Hesensko)
- Herdecke (Severní Porýní-Vestfálsko)
- Herdorf (Porýní-Falc)
- Herford (Severní Porýní-Vestfálsko)
- Heringen (Thuringia)
- Heringen (Hesensko)
- Hermeskeil (Porýní-Falc)
- Hermsdorf (Durynsko)
- Herne (Severní Porýní-Vestfálsko)
- Herrenberg (Bádensko-Württembersko)
- Herrieden (Bavorsko)
- Herrnhut (Sasko)
- Hersbruck (Bavorsko)
- Herten (Severní Porýní-Vestfálsko)
- Herzberg am Harz (Dolní Sasko)
- Herzberg (Braniborsko)
- Herzogenaurach (Bavorsko)
- Herzogenrath (Severní Porýní-Vestfálsko)
- Hessisch Lichtenau (Hesensko)
- Hessisch Oldendorf (Dolní Sasko)
- Hettingen (Bádensko-Württembersko)
- Hettstedt (Sasko-Anhaltsko)
- Heubach (Bádensko-Württembersko)
- Heusenstamm (Hesensko)
- Hilchenbach (Severní Porýní-Vestfálsko)
- Hildburghausen (Durynsko)
- Hilden (Severní Porýní-Vestfálsko)
- Hildesheim (Dolní Sasko)
- Hillesheim (Porýní-Falc)
- Hilpoltstein (Bavorsko)
- Hirschau (Bavorsko)
- Hirschberg (Durynsko)
- Hirschhorn (Hesensko)
- Hitzacker (Dolní Sasko)
- Hochheim am Main (Hesensko)
- Höchstadt an der Aisch (Bavorsko)
- Höchstädt an der Donau (Bavorsko)
- Hockenheim (Bádensko-Württembersko)
- Hof (Bavorsko)
- Hofgeismar (Hesensko)
- Hofheim am Taunus (Hesensko)
- Hofheim (Bavorsko)
- Hohenberg an der Eger (Bavorsko)
- Hohenleuben (Durynsko)
- Hohenmölsen (Sasko-Anhaltsko)
- Hohen Neuendorf (Braniborsko)
- Hohenstein-Ernstthal (Sasko)
- Hohnstein (Sasko)
- Höhr-Grenzhausen (Porýní-Falc)
- Hollfeld (Bavorsko)
- Holzgerlingen (Bádensko-Württembersko)
- Holzminden (Dolní Sasko)
- Homberg (Efze) (Hesensko)
- Homberg (Ohm) (Hesensko)
- Homburg (Sársko)
- Horb am Neckar (Bádensko-Württembersko)
- Hornbach (Porýní-Falc)
- Horn-Bad Meinberg (Severní Porýní-Vestfálsko)
- Hornberg (Bádensko-Württembersko)
- Hörstel (Severní Porýní-Vestfálsko)
- Horstmar (Severní Porýní-Vestfálsko)
- Höxter (Severní Porýní-Vestfálsko)
- Hoya (Dolní Sasko)
- Hoyerswerda (Sasko)
- Hückelhoven (Severní Porýní-Vestfálsko)
- Hückeswagen (Severní Porýní-Vestfálsko)
- Hüfingen (Bádensko-Württembersko)
- Hünfeld (Hesensko)
- Hungen (Hesensko)
- Hürth (Severní Porýní-Vestfálsko)
- Husum (Šlesvicko-Holštýnsko)

### Ch
- Cham (Bavorsko)
- Saská Kamenice (Sasko)
- Chotěbuz (Braniborsko)

### I
- Ibbenbüren (Severní Porýní-Vestfálsko)
- Ichenhausen (Bavorsko)
- Idar-Oberstein (Porýní-Falc)
- Idstein (Hesensko)
- Illertissen (Bavorsko)
- Ilmenau (Durynsko)
- Ilsenburg (Sasko-Anhaltsko)
- Ilshofen (Bádensko-Württembersko)
- Immenhausen (Hesensko)
- Immenstadt im Allgäu (Bavorsko)
- Ingelfingen (Bádensko-Württembersko)
- Ingelheim (Porýní-Falc)
- Ingolstadt (Bavorsko)
- Iphofen (Bavorsko)
- Iserlohn (Severní Porýní-Vestfálsko)
- Isny im Allgäu (Bádensko-Württembersko)
- Isselburg (Severní Porýní-Vestfálsko)
- Itzehoe (Šlesvicko-Holštýnsko)

### J
- Jarmen (Meklenbursko-Přední Pomořansko)
- Jena (Durynsko)
- Jerichow (Sasko-Anhaltsko)
- Jessen (Sasko-Anhaltsko)
- Jever (Dolní Sasko)
- Joachimsthal (Braniborsko)
- Johanngeorgenstadt (Sasko)
- Jöhstadt (Sasko)
- Jülich (Severní Porýní-Vestfálsko)
- Jüterbog (Braniborsko)

### K
- Kaarst (Severní Porýní-Vestfálsko)
- Kahla (Durynsko)
- Kaisersesch (Porýní-Falc)
- Kaiserslautern (Porýní-Falc)
- Kalbe (Sasko-Anhaltsko) (Sasko-Anhaltsko)
- Kalkar (Severní Porýní-Vestfálsko)
- Kaltenkirchen (Šlesvicko-Holštýnsko)
- Kaltennordheim (Durynsko)
- Kamen (Severní Porýní-Vestfálsko)
- Kamenec (Sasko)
- Kamp-Lintfort (Severní Porýní-Vestfálsko)
- Kandel (Porýní-Falc)
- Kandern (Bádensko-Württembersko)
- Kappeln (Šlesvicko-Holštýnsko)
- Karben  (Hesensko)
- Karlsruhe (Bádensko-Württembersko)
- Karlstadt (Bavorsko)
- Kassel (Hesensko)
- Kastellaun (Porýní-Falc)
- Katzenelnbogen (Porýní-Falc)
- Kaub (Porýní-Falc)
- Kaufbeuren (Bavorsko)
- Kehl (Bádensko-Württembersko)
- Kelbra (Sasko-Anhaltsko)
- Kelheim (Bavorsko)
- Kelkheim (Hesensko)
- Kellinghusen (Šlesvicko-Holštýnsko)
- Kelsterbach (Hesensko)
- Kemberg (Sasko-Anhaltsko)
- Kemnath (Bavorsko)
- Kempen (Severní Porýní-Vestfálsko)
- Kempten (Bavorsko)
- Kenzingen (Bádensko-Württembersko)
- Kerpen (Severní Porýní-Vestfálsko)
- Ketzin/Havel (Braniborsko)
- Kevelaer (Severní Porýní-Vestfálsko)
- Kiel (Šlesvicko-Holštýnsko)
- Kierspe (Severní Porýní-Vestfálsko)
- Kindelbrück (Durynsko)
- Kirchberg (Sasko)
- Kirchberg an der Jagst (Bádensko-Württembersko)
- Kirchberg (Porýní-Falc)
- Kirchen (Sieg) (Porýní-Falc)
- Kirchenlamitz (Bavorsko)
- Kirchhain (Hesensko)
- Kirchheimbolanden (Porýní-Falc)
- Kirchheim unter Teck (Bádensko-Württembersko)
- Kirn (Porýní-Falc)
- Kirtorf (Hesensko)
- Kitzingen (Bavorsko)
- Kitzscher (Sasko)
- Kleve (Severní Porýní-Vestfálsko)
- Klingenberg am Main (Bavorsko)
- Klingenthal (Sasko)
- Klötze (Sasko-Anhaltsko)
- Klütz (Meklenbursko-Přední Pomořansko)
- Knittlingen (Bádensko-Württembersko)
- Koblenz (Porýní-Falc)
- Kolbermoor (Bavorsko)
- Kolín nad Rýnem (Severní Porýní-Vestfálsko)
- Kölleda (Durynsko)
- Königsberg (Bavorsko) (Bavorsko)
- Königsbrück (Sasko)
- Königsbrunn (Bavorsko)
- Königsee-Rottenbach (Durynsko)
- Königslutter (Dolní Sasko)
- Königstein im Taunus (Hesensko)
- Königstein (Sasko) (Sasko)
- Königswinter (Severní Porýní-Vestfálsko)
- Königs Wusterhausen (Braniborsko)
- Könnern (Sasko-Anhaltsko)
- Konz (Porýní-Falc)
- Korbach (Hesensko)
- Korntal-Münchingen (Bádensko-Württembersko)
- Kornwestheim (Bádensko-Württembersko)
- Korschenbroich (Severní Porýní-Vestfálsko)
- Kostnice (Bádensko-Württembersko)
- Köthen (Sasko-Anhaltsko)
- Kraichtal (Bádensko-Württembersko)
- Krakow am See (Meklenbursko-Přední Pomořansko)
- Kranichfeld (Durynsko)
- Krautheim (Bádensko-Württembersko)
- Krefeld (Severní Porýní-Vestfálsko)
- Kremmen (Braniborsko)
- Krempe (Šlesvicko-Holštýnsko)
- Kreuztal (Severní Porýní-Vestfálsko)
- Kronach (Bavorsko)
- Kronberg im Taunus (Hesensko)
- Kröpelin (Meklenbursko-Přední Pomořansko)
- Kroppenstedt (Sasko-Anhaltsko)
- Krumbach (Bavorsko)
- Kühlungsborn (Meklenbursko-Přední Pomořansko)
- Kulmbach (Bavorsko)
- Külsheim (Bádensko-Württembersko)
- Künzelsau (Bádensko-Württembersko)
- Kupferberg (Bavorsko)
- Kuppenheim (Bádensko-Württembersko)
- Kusel (Porýní-Falc)
- Kyllburg (Porýní-Falc)
- Kyritz (Braniborsko)

### L
- Laage (Meklenbursko-Přední Pomořansko)
- Laatzen Dolní Sasko)
- Ladenburg (Bádensko-Württembersko)
- Lage (Severní Porýní-Vestfálsko)
- Lahnstein (Porýní-Falc)
- Lahr (Bádensko-Württembersko)
- Laichingen (Bádensko-Württembersko)
- Lambrecht (Porýní-Falc)
- Lampertheim (Hesensko)
- Landau an der Isar (Bavorsko)
- Landau in der Pfalz (Porýní-Falc)
- Landsberg am Lech (Bavorsko)
- Landsberg (Sasko-Anhaltsko)
- Landshut (Bavorsko)
- Landstuhl (Porýní-Falc)
- Langelsheim (Dolní Sasko)
- Langen (Hesensko)
- Langenau (Bádensko-Württembersko)
- Langenburg (Bádensko-Württembersko)
- Langenfeld (Severní Porýní-Vestfálsko)
- Langenhagen (Dolní Sasko)
- Langenselbold (Hesensko)
- Langenzenn (Bavorsko)
- Langewiesen (Durynsko)
- Lassan (Meklenbursko-Přední Pomořansko)
- Laubach (Hesensko)
- Laucha an der Unstrut (Sasko-Anhaltsko)
- Lauchhammer (Braniborsko)
- Lauchheim (Bádensko-Württembersko)
- Lauda-Königshofen (Bádensko-Württembersko)
- Lauenburg/Elbe (Šlesvicko-Holštýnsko)
- Lauf an der Pegnitz (Bavorsko)
- Laufen (Bavorsko)
- Laufenburg (Bádensko-Württembersko)
- Lauffen am Neckar (Bádensko-Württembersko)
- Lauingen (Bavaria)
- Laupheim (Bádensko-Württembersko)
- Lauscha (Durynsko)
- Lauta (Sasko)
- Lauter-Bernsbach (Sasko)
- Lauterbach (Hesensko)
- Lauterecken (Porýní-Falc)
- Lauterstein (Bádensko-Württembersko)
- Lebach (Sársko)
- Lebus (Braniborsko)
- Leer (Dolní Sasko)
- Lehesten (Durynsko)
- Lehrte (Dolní Sasko)
- Leichlingen (Severní Porýní-Vestfálsko)
- Leimen (Bádensko-Württembersko)
- Leinefelde-Worbis (Durynsko)
- Leinfelden-Echterdingen (Bádensko-Württembersko)
- Leingarten (Bádensko-Württembersko)
- Leipheim (Bavorsko)
- Leisnig (Sasko)
- Lemgo (Severní Porýní-Vestfálsko)
- Lengenfeld (Sasko)
- Lengerich (Severní Porýní-Vestfálsko)
- Lennestadt (Severní Porýní-Vestfálsko)
- Lenzen (Braniborsko)
- Leonberg (Bádensko-Württembersko)
- Leun (Hesensko)
- Leuna (Sasko-Anhaltsko)
- Leutenberg (Durynsko)
- Leutershausen (Bavorsko)
- Leutkirch im Allgäu (Bádensko-Württembersko)
- Leverkusen (Severní Porýní-Vestfálsko)
- Lich (Hesensko)
- Lichtenau (Bádensko-Württembersko)
- Lichtenau (Severní Porýní-Vestfálsko)
- Lichtenberg (Bavorsko)
- Lichtenfels (Bavorsko)
- Lichtenfels (Hesensko)
- Lichtenstein (Sasko)
- Liebenau (Hesensko)
- Liebenwalde (Braniborsko)
- Lieberose (Braniborsko)
- Liebstadt (Sasko)
- Limbach-Oberfrohna (Sasko)
- Limburg an der Lahn (Hesensko)
- Lindau (Bavorsko)
- Linden (Hesse)
- Lindenberg im Allgäu (Bavorsko)
- Lindenfels (Hesensko)
- Lindow (Braniborsko)
- Lingen (Dolní Sasko)
- Linnich (Severní Porýní-Vestfálsko)
- Linz am Rhein (Porýní-Falc)
- Lippstadt (Severní Porýní-Vestfálsko)
- Lipsko (Sasko)
- Löbau (Sasko)
- Löffingen (Bádensko-Württembersko)
- Lohmar (Severní Porýní-Vestfálsko)
- Lohne (Dolní Sasko)
- Löhne (Severní Porýní-Vestfálsko)
- Lohr am Main (Bavorsko)
- Loitz (Meklenbursko-Přední Pomořansko)
- Lollar (Hesensko)
- Lommatzsch (Sasko)
- Löningen (Dolní Sasko)
- Lorch (Bádensko-Württembersko)
- Lorch (Hesensko)
- Lörrach (Bádensko-Württembersko)
- Lorsch (Hesensko)
- Lößnitz (Sasko)
- Löwenstein (Bádensko-Württembersko)
- Lübbecke (Severní Porýní-Vestfálsko)
- Lübben (Braniborsko)
- Lübbenau (Braniborsko)
- Lübeck (Šlesvicko-Holštýnsko)
- Lübtheen (Meklenbursko-Přední Pomořansko)
- Lübz (Meklenbursko-Přední Pomořansko)
- Lüchow (Dolní Sasko)
- Lucka (Durynsko)
- Luckau (Braniborsko)
- Luckenwalde (Braniborsko)
- Lüdenscheid (Severní Porýní-Vestfálsko)
- Lüdinghausen (Severní porýní-Vestfálsko)
- Ludwigsburg (Bádensko-Württembersko)
- Ludwigsfelde (Braniborsko)
- Ludwigshafen (Porýní-Falc)
- Ludwigslust (Meklenbursko-Přední Pomořansko)
- Ludwigsstadt (Bavorsko)
- Lugau (Sasko)
- Lügde (Severní Porýní-Vestfálsko)
- Lüneburg (Dolní Sasko)
- Lünen (Severní Porýní-Vestfálsko)
- Lunzenau (Sasko)
- Lutherstadt Eisleben (Sasko-Anhaltsko)
- Lutherstadt Wittenberg (Sasko-Anhaltsko)
- Lütjenburg (Šlesvicko-Holštýnsko)
- Lützen (Sasko-Anhaltsko)
- Lychen (Braniborsko)

### M
- Magdala (Durynsko)
- Magdeburg (Sasko-Anhaltsko)
- Mahlberg (Bádensko-Württembersko)
- Mainbernheim (Bavorsko)
- Mainburg (Bavorsko)
- Maintal (Hesensko)
- Malchin (Meklenbursko-Přední Pomořansko)
- Malchow (Meklenbursko-Přední Pomořansko)
- Mannheim (Bádensko-Württembersko)
- Manderscheid (Porýní-Falc)
- Mansfeld (Sasko-Anhaltsko)
- Marbach am Neckar (Bádensko-Württembersko)
- Marburg (Hesensko)
- Marienberg (Sasko)
- Marienmünster (Severní Porýní-Vestfálsko)
- Markdorf (Bádensko-Württembersko)
- Markgröningen (Bádensko-Württembersko)
- Märkisch Buchholz (Braniborsko)
- Markkleeberg (Sasko)
- Markneukirchen (Sasko)
- Markranstädt (Sasko)
- Marktbreit (Bavorsko)
- Marktheidenfeld (Bavorsko)
- Marktleuthen (Bavorsko)
- Marktoberdorf (Bavorsko)
- Marktredwitz (Bavorsko)
- Marktsteft (Bavorsko)
- Marl (Severní Porýní-Vestfálsko)
- Marlow (Meklenbursko-Přední Pomořansko)
- Marne (Šlesvicko-Holštýnsko)
- Marsberg (Severní Porýní-Vestfálsko)
- Maulbronn (Bádensko-Württembersko)
- Maxhütte-Haidhof (Bavorsko)
- Mayen (Porýní-Falc)
- Mechernich (Severní Porýní-Vestfálsko)
- Meckenheim (Severní Porýní-Vestfálsko)
- Medebach (Severní Porýní-Vestfálsko)
- Meerane (Sasko)
- Meerbusch (Severní Porýní-Vestfálsko)
- Meersburg (Bádensko-Württembersko)
- Meinerzhagen (Severní Porýní-Vestfálsko)
- Meiningen (Durynsko)
- Meisenheim (Porýní-Falc)
- Meldorf (Šlesvicko-Holštýnsko)
- Melle (Dolní Sasko)
- Mellrichstadt (Bavorsko)
- Melsungen (Hesensko)
- Memmingen (Bavorsko)
- Menden (Severní Porýní-Vestfálsko)
- Mendig (Porýní-Falc)
- Mengen (Bádensko-Württembersko)
- Meppen (Dolní Sasko)
- Merkendorf (Bavorsko)
- Merseburg (Sasko-Anhaltsko)
- Merzig (Sársko)
- Meschede (Severní Porýní-Vestfálsko)
- Meßkirch (Bádensko-Württembersko)
- Meßstetten (Bádensko-Württembersko)
- Mettmann (Severní Porýní-Vestfálsko)
- Metzingen (Bádensko-Württembersko)
- Meuselwitz (Durynsko)
- Meyenburg (Braniborsko)
- Michelstadt (Hesensko)
- Miesbach (Bavorsko)
- Miltenberg (Bavorsko)
- Mindelheim (Bavorsko)
- Minden (Severní Porýní-Vestfálsko)
- Mirow (Meklenbursko-Přední Pomořansko)
- Mittenwalde (Braniborsko)
- Mitterteich (Bavorsko)
- Mittweida (Sasko)
- Míšeň (Sasko)
- Mnichov (Bavorsko)
- Möckern (Sasko-Anhaltsko)
- Möckmühl (Bádensko-Württembersko)
- Moers (Severní Porýní-Vestfálsko)
- Mohuč (Porýní-Falc)
- Mölln (Šlesvicko-Holštýnsko)
- Mönchengladbach (Severní Porýní-Vestfálsko)
- Monheim am Rhein (Severní Porýní-Vestfálsko)
- Monheim (Bavorsko)
- Monschau (Severní Porýní-Vestfálsko)
- Montabaur (Porýní-Falc)
- Moosburg an der Isar (Bavorsko)
- Mörfelden-Walldorf (Hesensko)
- Moringen (Dolní Sasko)
- Mosbach (Bádensko-Württembersko)
- Mössingen (Bádensko-Württembersko)
- Mücheln (Sasko-Anhaltsko)
- Mügeln (Sasko)
- Mühlacker (Bádensko-Württembersko)
- Mühlberg (Braniborsko)
- Mühldorf am Inn (Bavorsko)
- Mühlhausen (Durynsko)
- Mühlheim am Main (Hesensko)
- Mühlheim an der Donau (Bádensko-Württembersko)
- Mülheim an der Ruhr (Severní Porýní-Vestfálsko)
- Mülheim-Kärlich (Porýní-Falc)
- Müllheim (Bádensko-Württembersko)
- Müllrose (Braniborsko)
- Münchberg (Bavorsko)
- Müncheberg (Braniborsko)
- Münchenbernsdorf (Durynsko)
- Munderkingen (Bádensko-Württembersko)
- Münnerstadt (Bavorsko)
- Münsingen (Bádensko-Württembersko)
- Munster (Dolní Sasko)
- Münster (Severní Porýní-Vestfálsko)
- Münstermaifeld (Porýní-Falc)
- Münzenberg (Hesensko)
- Murrhardt (Bádensko-Württembersko)

### N
- Nabburg (Bavorsko)
- Nagold (Bádensko-Württembersko)
- Naila (Bavorsko)
- Nassau (Porýní-Falc)
- Nastätten (Porýní-Falc)
- Nauen (Braniborsko)
- Naumburg (Hesensko)
- Naumburg (Sasko-Anhaltsko)
- Naunhof (Sasko)
- Nebra (Sasko-Anhaltsko)
- Neckarbischofsheim (Bádensko-Württembersko)
- Neckargemünd (Bádensko-Württembersko)
- Neckarsteinach (Hesensko)
- Neckarsulm (Bádensko-Württembersko)
- Neresheim (Bádensko-Württembersko)
- Netphen (Severní Porýní-Vestfálsko)
- Nettetal (Severní Porýní-Vestfálsko)
- Netzschkau (Sasko)
- Neu-Anspach (Hesensko)
- Neubrandenburg (Meklenbursko-Přední Pomořansko)
- Neubukow (Meklenbursko-Přední Pomořansko)
- Neubulach (Bádensko-Württembersko)
- Neuburg an der Donau (Bavorsko)
- Neudenau (Bádensko-Württembersko)
- Neuenbürg (bádensko-Württembersko)
- Neuenburg am Rhein (Bádensko-Württembembersko)
- Neuenhaus (Dolní Sasko)
- Neuenrade (Severní Porýní-Vestfálsko)
- Neuenstadt am Kocher (Bádensko-Württembersko)
- Neuenstein (Bádensko-Württembersko)
- Neuerburg (Porýní-Falc)
- Neuffen (Bádensko-Württembersko)
- Neuhaus am Rennweg (Durynsko)
- Neu-Isenburg (Hesensko)
- Neukalen (Meklenbursko-Přední Pomořansko)
- Neukirchen (Hesensko)
- Neukirchen-Vluyn (Severní porýní-Vestfálsko)
- Neukloster (Meklenbursko-Přední Pomořansko)
- Neumark bei Weimar (Durynsko)
- Neumarkt in der Oberpfalz (Bavorsko)
- Neumarkt-Sankt Veit (Bavorsko)
- Neumünster (Šlesvicko-Holštýnsko)
- Neunburg vorm Wald (Bavorsko)
- Neunkirchen (Sársko)
- Neuötting (Bavorsko)
- Neuruppin (Braniborsko)
- Neusalza-Spremberg (Sasko)
- Neusäß (Bavorsko)
- Neuss (Severní Porýní-Vestfálsko)
- Neustadt an der Aisch (Bavorsko)
- Neustadt an der Donau (Bavorsko)
- Neustadt an der Waldnaab (Bavorsko)
- Neustadt am Kulm (Bavorsko)
- Neustadt am Rübenberge (Dolní Sasko)
- Neustadt an der Orla (Durynsko)
- Neustadt an der Weinstraße (Porýní-Falc)
- Neustadt bei Coburg (Bavorsko)
- Neustadt (Dosse) (Braniborsko)
- Neustadt-Glewe (Meklenbursko-Přední Pomořansko)
- Neustadt (Hesse) (Hesensko)
- Neustadt in Holstein (Šlesvicko-Holštýnsko)
- Neustadt in Sachsen (Sasko)
- Neustrelitz (Meklenbursko-Přední Pomořansko)
- Neutraubling (Bavorsko)
- Neu-Ulm (Bavorsko)
- Neuwied (Porýní-Falc)
- Nidda (Hesensko) (Hesensko)
- Niddatal (Hesensko)
- Nidderau (Hesensko)
- Nideggen (Severní Porýní-Vestfálsko)
- Niebüll (Šlesvicko-Holštýnsko)
- Niedenstein (Hesensko)
- Niederkassel (Severní Porýní-Vestfálsko)
- Niedernhall (Bádensko-Württembersko)
- Nieder-Olm (Porýní-Falc)
- Niederstetten (Bádensko-Württembero)
- Niederstotzingen (Bádensko-Württembersko)
- Nieheim (Severní Porýní-Vestfálsko)
- Niemegk (Braniborsko)
- Nienburg (Sasko-Anhaltsko)
- Nienburg (Dolní Sasko)
- Nierstein (Porýní-Falc)
- Niesky (Sasko)
- Nittenau (Bavorsko)
- Norden (Dolní Sasko)
- Nordenham (Dolní Sasko)
- Norderney (Dolní Sasko)
- Norderstedt (Šlesvicko-Holštýnsko)
- Nordhausen (Durynsko)
- Nordhorn (Dolní Sasko)
- Nördlingen (Bavorsko)
- Norimberk (Bavorsko)
- Northeim (Dolní Sasko)
- Nortorf (Šlesvicko-Holštýnsko)
- Nossen (Sasko)
- Nürtingen (Bádensko-Württembersko)

### O
- Oberasbach (Bavorsko)
- Oberderdingen (Bádensko-Württembersko)
- Oberharz am Brocken (Sasko-Anhaltsko)
- Oberhausen (Severní Porýní-Vestfálsko)
- Oberhof (Durynsko)
- Oberkirch (Bádensko-Württembersko)
- Oberkochen (Bádensko-Württembersko)
- Oberlungwitz (Sasko)
- Obermoschel (Porýní-Falc)
- Obernburg am Main (Bavorsko)
- Oberndorf am Neckar (Bádensko-Württembersko)
- Obernkirchen (Dolní Sasko)
- Ober-Ramstadt (Hesensko)
- Oberriexingen (Bádensko-Württembersko)
- Obertshausen (Hesensko)
- Oberursel (Hesensko)
- Oberviechtach (Bavorsko)
- Oberweißbach (Durynsko)
- Oberwesel (Porýní-Falc)
- Oberwiesenthal (Sasko)
- Oberzent (Hesensko)
- Ochsenfurt (Bavorsko)
- Ochsenhausen (Bádensko-Württembersko)
- Ochtrup (Severní Porýní-Vestfálsko)
- Oderberg (Braniborsko)
- Oebisfelde-Weferlingen (Sasko-Anhaltsko)
- Oederan (Sasko)
- Oelde (Severní Porýní-Vestfálsko)
- Oelsnitz (Sasko)
- Oer-Erkenschwick (Severní Porýní-Vestfálsko)
- Oerlinghausen (Severní Porýní-Vestfálsko)
- Oestrich-Winkel (Hesensko)
- Oettingen in Bayern (Bavorsko)
- Offenbach am Main (Hesensko)
- Offenburg (Bádensko-Württembersko)
- Ohrdruf (Durynsko)
- Öhringen (Bádensko-Württembersko)
- Olbernhau (Sasko)
- Olching (Bavorsko)
- Oldenburg (Dolní Sasko)
- Oldenburg in Holstein (Šlesvicko-Holštýnsko)
- Olešnice nad Halštrovem (Sasko)
- Olfen (Severní Porýní-Vestfálsko)
- Olpe (Severní Porýní-Vestfálsko)
- Olsberg (Severní Porýní-Vestfálsko)
- Oppenau (Bádensko-Württembersko)
- Oppenheim (Porýní-Falc)
- Oranienbaum-Wörlitz (Sasko-Anhaltsko)
- Oranienburg (Brandenburg)
- Orlamünde (Durynsko)
- Ornbau (Bavorsko)
- Ortenberg (Hesensko)
- Ortrand (Braniborsko)
- Oschatz (Sasko)
- Oschersleben (Sasko-Anhaltsko)
- Osnabrück (Dolní Sasko)
- Osterburg (Sasko-Anhaltsko)
- Osterburken (Bádensko-Württembersko)
- Osterfeld (Sasko-Anhaltsko)
- Osterhofen (Bavorsko)
- Osterholz-Scharmbeck (Dolní Sasko)
- Osterode am Harz (Dolní Sasko)
- Osterwieck (Sasko-Anhaltsko)
- Ostfildern (Bádensko-Württembersko)
- Ostheim vor der Rhön (Bavorsko)
- Osthofen (Porýní-Falc)
- Östringen (Bádensko-Württembersko)
- Ostritz (Sasko)
- Otterberg (Porýní-Falc)
- Otterndorf (Dolní Sasko)
- Ottweiler (Sársko)
- Overath (Severní Porýní-Vestfálsko)
- Owen (Bádensko-Württembersko)

### P
- Paderborn (Severní Porýní-Vestfálsko)
- Papenburg (Dolní Sasko)
- Pappenheim (Bavorsko)
- Parchim (Meklenbursko-Přední Pomořansko)
- Parsberg (Bavorsko)
- Pasewalk (Meklenbursko-Přední Pomořansko)
- Pasov (Bavorsko)
- Pattensen (Dolní Sasko)
- Pausa-Mühltroff (Sasko)
- Pegau (Sasko)
- Pegnitz (Bavorsko)
- Peine (Dolní Sasko)
- Peitz (Braniborsko)
- Penig (Sasko)
- Penkun (Meklenbursko-Přední Pomořansko)
- Penzberg (Bavorsko)
- Penzlin (Meklenbursko-Přední Pomořansko)
- Perleberg (Braniborsko)
- Petershagen (Severní Porýní-Falc)
- Pfaffenhofen an der Ilm (Bavorsko)
- Pfarrkirchen (Bavorsko)
- Pforzheim (Bádensko-Württembersko)
- Pfreimd (Bavorsko)
- Pfullendorf (Bádensko-Württembersko)
- Pfullingen (Bádensko-Württembersko)
- Pfungstadt (Hesensko)
- Philippsburg (Bádensko-Württembersko)
- Pinneberg (Šlesvicko-Holštýnsko)
- Pirmasens (Porýní-Falc)
- Pirna (Sasko)
- Plattling (Bavorsko)
- Plau am See (Meklenbursko-Přední Pomořansko)
- Plaue (Durynsko)
- Plavno (Sasko)
- Plettenberg (Severní Porýní-Vestfálsko)
- Pleystein (Bavorsko)
- Plochingen (Bádensko-Württembersko)
- Plön (Šlesvicko-Holštýnsko)
- Pockau-Lengefeld (Sasko)
- Pocking (Bavorsko)
- Pohlheim (Hesensko)
- Polch (Porýní-Falc)
- Porta Westfalica (Severní Porýní-Vestfálsko)
- Pößneck (Durynsko)
- Postupim (Braniborsko)
- Potštejn (Bavorsko)
- Preetz (Šlesvicko-Holštýnsko)
- Premnitz (Braniborsko)
- Prenzlau (Braniborsko)
- Pressath (Bavorsko)
- Preußisch Oldendorf (Severní Porýní-Vestfálsko)
- Prichsenstadt (Bavorsko)
- Pritzwalk (Braniborsko)
- Prüm (Porýní-Falc)
- Puchheim (Bavorsko)
- Pulheim (Severní Porýní-Vestfálsko)
- Pulsnitz (Sasko)
- Putbus (Meklenbursko-Přední Pomořansko)
- Putlitz (Braniborsko)
- Püttlingen (Sársko)

### Q
- Quakenbrück (Dolní Sasko)
- Quedlinburg (Sasko-Anhaltsko)
- Querfurt (Sasko-Anhaltsko)
- Quickborn (Šlesvicko-Holštýnsko)

### R
- Rabenau (Sasko)
- Radeberg (Sasko)
- Radebeul (Sasko)
- Radeburg (Sasko)
- Radevormwald (Severní Porýní-Vestfálsko)
- Radolfzell am Bodensee (Bádensko-Württembersko)
- Raguhn-Jeßnitz (Sasko-Anhaltsko)
- Rahden (Severní Porýní-Vestfálsko)
- Rain (Bavorsko)
- Ramstein-Miesenbach (Porýní-Falc)
- Ranis (Durynsko)
- Ransbach-Baumbach (Porýní-Falc)
- Rastatt (Bádensko-Württembersko)
- Rastenberg (Durynsko)
- Rathenow (Braniborsko)
- Ratingen (Severní Porýní-Vestfálsko)
- Ratzeburg (Šlesvicko-Holštýnsko)
- Rauenberg (Bádensko-Württembersko)
- Raunheim (Hesensko)
- Rauschenberg (Hesensko)
- Ravensburg (Bádensko-Württembersko)
- Ravenstein (Bádensko-Württembersko)
- Recklinghausen (Severní Porýní-Vestfálsko)
- Rees (Severní Porýní-Vestfálsko)
- Regen (Bavorsko)
- Regis-Breitingen (Sasko)
- Rehau (Bavorsko)
- Rehburg-Loccum (Dolní Sasko)
- Rehna (Meklenbursko-Přední Pomořansko)
- Reichelsheim (Hesensko)
- Reichenbach (Sasko)
- Reichenbach (Sasko)
- Reinbek (Šlesvicko-Holštýnsko)
- Reinfeld (Šlesvicko-Holštýnsko)
- Reinheim (Hesensko)
- Remagen (Porýní-Falc)
- Remda-Teichel (Durynsko)
- Remscheid (Severní Porýní-Vestfálsko)
- Remseck am Neckar (Bádensko-Württembersko)
- Renchen (Bádensko-Württembersko)
- Rendsburg (Šlesvicko-Holštýnsko)
- Rennerod (Porýní-Falc)
- Renningen (Bádensko-Württembersko)
- Rerik (Meklenbursko-Přední Pomořansko)
- Rethem (Dolní Sasko)
- Reutlingen (Bádensko-Württembersko)
- Rheda-Wiedenbrück (Severní Porýní-Vestfálsko)
- Rhede (Severní Porýní-Vestfálsko)
- Rheinau (Bádensko-Württembersko)
- Rheinbach (Severní Porýní-Vestfálsko)
- Rheinberg (Severní Porýní-Vestfálsko)
- Rheinböllen (Porýní-Falc)
- Rheine (Severní Porýní-Vestfálsko)
- Rheinfelden (Bádensko-Württembersko)
- Rheinsberg (Braniborsko)
- Rheinstetten (Bádensko-Württembersko)
- Rhens (Porýní-Falc)
- Rhinow (Braniborsko)
- Ribnitz-Damgarten (Meklenbursko-Přední Pomořansko)
- Richtenberg (Meklenbursko-Přední Pomořansko)
- Riedenburg (Bavorsko)
- Riedlingen (Bádensko-Württembersko)
- Riedstadt (Hesensko)
- Rieneck (Bavorsko)
- Riesa (Sasko)
- Rietberg (Severní Porýní-Vestfálsko)
- Rinteln (Dolní Sasko)
- Röbel (Meklenbursko-Přední Pomořansko)
- Rochlitz (Sasko)
- Rockenhausen (Porýní-Falc)
- Rodalben (Porýní-Falc)
- Rodenberg (Dolní Sasko)
- Rödental (Bavorsko)
- Rödermark (Hesensko)
- Rodewisch (Sasko)
- Rodgau (Hesensko)
- Roding (Bavorsko)
- Römhild (Durynsko)
- Romrod (Hesensko)
- Ronneburg (Durynsko)
- Ronnenberg (Dolní Sasko)
- Rosbach vor der Höhe (Hesensko)
- Rosenfeld (Bádensko-Württembersko)
- Rosenheim (Bavorsko)
- Rosenthal (Hesensko)
- Rösrath (Severní Porýní-Vestfálsko)
- Roßleben (Durynsko)
- Roßwein (Sasko)
- Rostock (Meklenbursko-Přední Pomořansko)
- Rotenburg an der Fulda (Hesensko)
- Rotenburg an der Wümme (Dolní Sasko)
- Roth bei Nürnberg (Bavorsko)
- Rötha (Sasko)
- Röthenbach an der Pegnitz (Bavorsko)
- Rothenburg (Sasko)
- Rothenburg ob der Tauber (Bavorsko)
- Rothenfels (Bavorsko)
- Rottenburg am Neckar (Bádensko-Württembersko)
- Rottenburg an der Laaber (Bavorsko)
- Röttingen (Bavorsko)
- Rottweil (Bádensko-Württembersko)
- Rötz (Bavorsko)
- Rüdesheim am Rhein (Hesensko)
- Rudolstadt (Durynsko)
- Ruhla (Durynsko)
- Ruhland (Braniborsko)
- Runkel (Hesensko)
- Rüsselsheim am Main (Hesensko)
- Rutesheim (Bádensko-Württembersko)
- Rüthen (Severní Porýní-Vestfálsko)

### Ř
- Řezno (Bavorsko)

### S
- Saalburg-Ebersdorf (Durynsko)
- Saalfeld (Durynsko)
- Saarbrücken (Sársko)
- Saarburg (Porýní-Falc)
- Saarlouis (Sársko)
- Sachsenhagen (Dolní Sasko)
- Sachsenheim (Bádensko-Württembersko)
- Salzgitter (Dolní Sasko)
- Salzkotten (Severní Porýní-Vestfálsko)
- Salzwedel (Sasko-Anhaltsko)
- Sandau (Elbe) (Sasko-Anhaltsko)
- Sandersdorf-Brehna (Sasko-Anhaltsko)
- Sangerhausen (Sasko-Anhaltsko)
- Sankt Augustin (Severní Porýní-Vestfálsko)
- Sankt Goar (Porýní-Falc)
- Sankt Goarshausen (Porýní-Falc)
- Sarstedt (Dolní Sasko)
- Sassenberg (Severní Porýní-Vestfálsko)
- Sassnitz (Meklenbursko-Přední Pomořansko)
- Sayda (Sasko)
- Schalkau (Durynsko)
- Schauenstein (Bavorsko)
- Scheer (Bádensko-Württembersko)
- Scheibenberg (Sasko)
- Scheinfeld (Bavorsko)
- Schelklingen (Bádensko-Württembersko)
- Schenefeld (Šlesvicko-Holštýnsko)
- Scheßlitz (Bavorsko)
- Schieder-Schwalenberg (Severní Porýní-Vestfálsko)
- Schifferstadt (Porýní-Falc)
- Schillingsfürst (Bavorsko)
- Schiltach (Bádensko-Württembersko)
- Schirgiswalde-Kirschau (Sasko)
- Schkeuditz (Sasko)
- Schkölen (Durynsko)
- Schleiden (Severní Porýní-Vestfálsko)
- Schleiz (Durynsko)
- Schleswig (Šlesvicko-Holštýnsko)
- Schlettau (Sasko)
- Schleusingen (Durynsko)
- Schlieben (Braniborsko)
- Schlitz (Hesensko)
- Schloß Holte-Stukenbrock (Severní Porýní-Vestfálsko)
- Schlotheim (Durynsko)
- Schlüchtern (Hesensko)
- Schlüsselfeld (Bavorsko)
- Schmallenberg (Severní Porýní-Vestfálsko)
- Schmölln (Durynsko)
- Schnackenburg (Dolní Sasko)
- Schnaittenbach (Bavorsko)
- Schneeberg (Sasko)
- Schneverdingen (Dolní Sasko)
- Schömberg (Bádensko-Württembersko)
- Schönau (Bádensko-Württembersko)
- Schönau im Schwarzwald (Bádensko-W)
- Schönberg (Meklenbursko-Přední Pomořansko)
- Schönebeck (Sasko-Anhaltsko)
- Schöneck (Sasko)
- Schönewalde (Braniborsko)
- Schongau (Bavorsko)
- Schöningen (Dolní Sasko)
- Schönsee (Bavorsko)
- Schönwald (Bavorsko)
- Schopfheim (Bádensko-Württembersko)
- Schöppenstedt (Dolní Sasko)
- Schorndorf (Bádensko-Württembersko)
- Schortens (Dolní Sasko)
- Schotten (Hesensko)
- Schramberg (Bádensko-Württembersko)
- Schraplau (Sasko-Anhaltsko)
- Schriesheim (Bádensko-Württembersko)
- Schrobenhausen (Bavorsko)
- Schrozberg (Bádensko-Württembersko)
- Schüttorf (Dolní Sasko)
- Schwaan (Meklenbursko-Přední Pomořansko)
- Schwabach (Bavorsko)
- Schwäbisch Gmünd (Bádensko-Württembersko)
- Schwäbisch Hall (Bádensko-Württembersko)
- Schwabmünchen (Bavorsko)
- Schwaigern (Bádensko-Württembersko)
- Schwalbach am Taunus (Hesensko)
- Schwalmstadt (Hesensko)
- Schwandorf (Bavorsko)
- Schwanebeck (Sasko-Anhaltsko)
- Schwarzenbach am Wald (Bavorsko)
- Schwarzenbach an der Saale (Bavorsko)
- Schwarzenbek (Šlesvicko-Holštýnsko)
- Schwarzenberg (Sasko)
- Schwarzenborn (Hesensko)
- Schwarzheide (Braniborsko)
- Schwedt (Braniborsko)
- Schweich (Porýní-Falc)
- Schweinfurt (Bavorsko)
- Schwelm (Severní Porýní-Vestfálsko)
- Schwentinental (Šlesvicko-Holštýnsko)
- Schwerin (Meklenbursko-Přední Pomořansko)
- Schwerte (Severní Porýní-Vestfálsko)
- Schwetzingen (Bádensko-Württembersko)
- Sebnitz (Sasko)
- Seehausen (Sasko-Anhaltsko)
- Seeland (Sasko-Anhaltsko)
- Seelow (Braniborsko)
- Seelze (Dolní Sasko)
- Seesen (Dolní Sasko)
- Sehnde (Dolní Sasko)
- Seifhennersdorf (Sasko)
- Selb (Bavorsko)
- Selbitz (Bavorsko)
- Seligenstadt (Hesensko)
- Selm (Severní Porýní-Vestfálsko)
- Selters (Porýní-Falc)
- Senden (Bavorsko)
- Sendenhorst (Severní Porýní-Vestfálsko)
- Senftenberg (Braniborsko)
- Seßlach (Bavorsko)
- Siegburg (Severní Porýní-Vestfálsko)
- Siegen (Severní Porýní-Vestfálsko)
- Sigmaringen (Bádensko-Württembersko)
- Simbach am Inn (Bavorsko)
- Simmern (Porýní-Falc)
- Sindelfingen (Bádensko-Württembersko)
- Singen (Bádensko-Württembersko)
- Sinsheim (Bádensko-Württembersko)
- Sinzig (Porýní-Falc)
- Soest (Severní Porýní-Vestfálsko)
- Solingen (Severní Porýní-Vestfálsko)
- Solms (Hesensko)
- Soltau (Dolní Sasko)
- Sömmerda (Durynsko)
- Sondershausen (Durynsko)
- Sonneberg (Durynsko)
- Sonnewalde (Braniborsko)
- Sonthofen (Bavorsko)
- Sontra (Hesensko)
- Spaichingen (Bádensko-Württembersko)
- Spalt (Bavorsko)
- Spangenberg (Hesensko)
- Speicher (Porýní-Falc)
- Spenge (Severní Porýní-Vestfálsko)
- Spremberg (Braniborsko)
- Springe (Dolní Sasko)
- Sprockhövel (Severní Porýní-Vestfálsko)
- Stade (Dolní Sasko)
- Stadtallendorf (Hesensko)
- Stadtbergen (Bavorsko)
- Stadthagen (Dolní Sasko)
- Stadtilm (Durynsko)
- Stadtlengsfeld (Durynsko)
- Stadtlohn (Severní Porýní-Vestfálsko)
- Stadtoldendorf (Dolní Sasko)
- Stadtprozelten (Bavorsko)
- Stadtroda (Durynsko)
- Stadtsteinach (Bavorsko)
- Stadt Wehlen (Sasko)
- Starnberg (Bavorsko)
- Staßfurt (Sasko-Anhaltsko)
- Staufen im Breisgau (Bádensko-Württembersko)
- Staufenberg (Hesensko)
- Stavenhagen (Meklenbursko-Přední Pomořansko)
- Sankt Blasien (Bádensko-Württembersko)
- Stein (Bavorsko)
- Steinach (Durynsko)
- Steinau an der Straße (Hesensko)
- Steinbach-Hallenberg (Durynsko)
- Steinbach (Hesensko)
- Steinfurt (Severní Porýní-Vestfálsko)
- Steinheim an der Murr (Bádensko-Württembersko)
- Steinheim (Severní Porýní-Vestfálsko)
- Stendal (Sasko-Anhaltsko)
- Sternberg (Meklenbursko-Přední Pomořansko)
- Sankt Ingbert (Sársko)
- Sankt Georgen im Schwarzwald (Bádensko-Württembersko)
- Stockach (Bádensko-Württembersko)
- Stolberg (Severní Porýní-Vestfálsko)
- Stollberg (Sasko)
- Stolpen (Sasko)
- Storkow (Braniborsko)
- Stößen (Sasko-Anhaltsko)
- Straelen (Severní Porýní-Vestfálsko)
- Stralsund (Meklenbursko-Přední Pomořansko)
- Strasburg (Meklenbursko-Přední Pomořansko)
- Straubing (Bavorsko)
- Strausberg (Braniborsko)
- Strehla (Sasko)
- Stromberg (Porýní-Falc)
- Stühlingen (Bádensko-Württembersko)
- Stutensee (Bádensko-Württembersko)
- Stuttgart (Bádensko-Württembersko)
- St. Wendel (Sársko)
- Südliches Anhalt (Sasko-Anhaltsko)
- Suhl (Durynsko)
- Sulingen (Dolní Sasko)
- Sulz am Neckar (Bádensko-Württembersko)
- Sulzbach (Sársko)
- Sulzbach-Rosenberg (Bavorsko)
- Sulzburg (Bádensko-Württembersko)
- Sundern (Severní Porýní-Vestfálsko)
- Süßen (Bádensko-Württembersko)
- Syke (Dolní Sasko)

### Š
- Šmalkaldy (Durynsko)
- Špýr (Porýní-Falc)

### T
- Tambach-Dietharz (Durynsko)
- Tamm (Bádensko-Württembersko)
- Tangerhütte (Sasko-Anhaltsko)
- Tangermünde (Sasko-Anhaltsko)
- Tann (Hesensko)
- Tanna (Durynsko)
- Tauberbischofsheim (Bádensko-Württembersko)
- Taucha (Sasko)
- Taunusstein (Hesensko)
- Tecklenburg (Severní Porýní-Vestfálsko)
- Tegernsee (Bavorsko)
- Telgte (Severní Porýní-Vestfálsko)
- Teltow (Braniborsko)
- Templin (Braniborsko)
- Tengen (Bádensko-Württembersko)
- Tessin (Meklenbursko-Přední Pomořansko)
- Teterow (Meklenbursko-Přední Pomořansko)
- Tettnang (Bádensko-Württembersko)
- Teublitz (Bavorsko)
- Teuchern (Sasko-Anhaltsko)
- Teupitz (Braniborsko)
- Teuschnitz (Bavorsko)
- Thale (Sasko-Anhaltsko)
- Thalheim (Sasko)
- Thannhausen (Bavorsko)
- Tharandt (Sasko)
- Themar (Durynsko)
- Thum (Sasko)
- Tirschenreuth (Bavorsko)
- Titisee-Neustadt (Bádensko-Württembersko)
- Tittmoning (Bavorsko)
- Todtnau (Bádensko-Württembersko)
- Töging am Inn (Bavorsko)
- Tönisvorst (Severní Porýní-Vestfálsko)
- Tönning (Šlesvicko-Holštýnsko)
- Torgau (Sasko)
- Torgelow (Meklenbursko-Přední Pomořansko)
- Tornesch (Šlesvicko-Holštýnsko)
- Traben-Trarbach (Porýní-Falc)
- Traunreut (Bavorsko)
- Traunstein (Bavorsko)
- Trebbin (Braniborsko)
- Trebsen (Sasko)
- Treffurt (Durynsko)
- Trendelburg (Hesensko)
- Treuchtlingen (Bavorsko)
- Treuen (Sasko)
- Treuenbrietzen (Braniborsko)
- Trevír (Porýní-Falc)
- Triberg im Schwarzwald (Bádensko-Württembersko)
- Tribsees (Meklenbursko-Přední Pomořansko)
- Triptis (Durynsko)
- Trochtelfingen (Bádensko-Württembersko)
- Troisdorf (Severní Porýní-Vestfálsko)
- Trossingen (Bádensko-Württembersko)
- Trostberg (Bavorsko)
- Tübingen (Bádensko-Württembersko)
- Tuttlingen (Bádensko-Württembersko)
- Twistringen (Dolní Sasko)

### U
- Übach-Palenberg (Severní Porýní-Vestfálsko)
- Überlingen (Bádensko-Württembersko)
- Uebigau-Wahrenbrück (Braniborsko)
- Ueckermünde (Meklenbursko-Přední Pomořansko)
- Uelzen (Dolní Sasko)
- Uetersen (Šlesvicko-Holštýnsko)
- Uffenheim (Bavorsko)
- Uhingen (Bádensko-Württembersko)
- Ulm (Bádensko-Württembersko)
- Ulmen (Porýní-Falc)
- Ulrichstein (Hesensko)
- Ummerstadt (Durynsko)
- Unkel (Porýní-Falc)
- Unna (Severní Porýní-Vestfálsko)
- Unterschleißheim (Bavorsko)
- Usedom (Meklenbursko-Přední Pomořansko)
- Usingen (Hesensko)
- Uslar (Dolní Sasko)

### V
- Vacha (Durynsko)
- Vaihingen (Bádensko-Württembersko)
- Vallendar (Porýní-Falc)
- Varel (Dolní Sasko)
- Vechta (Dolní Sasko)
- Velbert (Severní Porýní-Vestfálsko)
- Velburg (Bavorsko)
- Velden (Bavorsko)
- Velen (Severní Porýní-Vestfálsko)
- Vellberg (Bádensko-Württembersko)
- Vellmar (Hesensko)
- Velten (Braniborsko)
- Verden (Dolní Sasko)
- Veringenstadt (Bádensko-Württembersko)
- Verl (Severní Porýní-Vestfálsko)
- Versmold (Severní Porýní-Vestfálsko)
- Vetschau (Braniborsko)
- Viechtach (Bavorsko)
- Viernheim (Hesensko)
- Viersen (Severní Porýní-Vestfálsko)
- Villingen-Schwenningen (Bádensko-Württembersko)
- Vilsbiburg (Bavorsko)
- Vilseck (Bavorsko)
- Vilshofen an der Donau (Bavorsko)
- Visselhövede (Dolní Sasko)
- Vlotho (Severní Porýní-Vestfálsko)
- Voerde (Severní Porýní-Vestfálsko)
- Vogtsburg im Kaiserstuhl (Bádensko-Württembersko)
- Vohburg an der Donau (Bavorsko)
- Vohenstrauß (Bavorsko)
- Vöhrenbach (Bádensko-Württembersko)
- Vöhringen (Bavorsko)
- Volkach (Bavorsko)
- Völklingen (Sársko)
- Volkmarsen (Hesensko)
- Vreden (Severní Porýní-Vestfálsko)
- Výmar (Durynsko)

### W
- Wachenheim an der Weinstraße (Porýní-Falc)
- Wächtersbach (Hesensko)
- Wadern (Sársko)
- Waghäusel (Bádensko-Württembersko)
- Wahlstedt (Šlesvicko-Holštýnsko)
- Waiblingen (Bádensko-Württembersko)
- Waibstadt (Bádensko-Württembersko)
- Waischenfeld (Bavorsko)
- Waldbröl (Severní Porýní-Vestfálsko)
- Waldeck (Hesensko)
- Waldenbuch (Bádensko-Württembersko)
- Waldenburg (Sasko)
- Waldenburg (Bádensko-Württembersko)
- Waldershof (Bavorsko)
- Waldheim (Sasko)
- Waldkappel (Hesensko)
- Waldkirch (Bádensko-Württembersko)
- Waldkirchen (Bavorsko)
- Waldkraiburg (Bavorsko)
- Waldmünchen (Bavorsko)
- Waldsassen (Bavorsko)
- Waldshut-Tiengen (Bádensko-Württembersko)
- Walldorf (Bádensko-Württembersko)
- Walldürn (Bádensko-Württembersko)
- Wallenfels (Bavorsko)
- Walsrode (Dolní Sasko)
- Waltershausen (Durynsko)
- Waltrop (Severní Porýní-Vestfálsko)
- Wanfried (Hesensko)
- Wangen im Allgäu (Bádensko-Württembersko)
- Wanzleben-Börde (Sasko-Anhaltsko)
- Warburg (Severní Porýní-Vestfálsko)
- Waren (Müritz) (Meklenbursko-Přední Pomořansko)
- Warendorf (Severní Porýní-Vestfálsko)
- Warin (Meklenbursko-Přední Pomořansko)
- Warstein (Severní Porýní-Vestfálsko)
- Wassenberg (Severní Porýní-Vestfálsko)
- Wasserburg am Inn (Bavorsko)
- Wassertrüdingen (Bavorsko)
- Wasungen (Durynsko)
- Wedel (Šlesvicko-Holštýnsko)
- Weener (Dolní Sasko)
- Wegberg (Severní Porýní-Vestfálsko)
- Wegeleben (Sasko-Anhaltsko)
- Wehr (Bádensko-Württembersko)
- Weida (Durynsko)
- Weiden in der Oberpfalz (Bavorsko)
- Weikersheim (Bádensko-Württembersko)
- Weil am Rhein (Bádensko-Württembersko)
- Weilburg (Hesensko)
- Weil der Stadt (Bádensko-Württembersko)
- Weilheim an der Teck (Bádensko-Württembersko)
- Weilheim in Oberbayern (Bavorsko)
- Weingarten (Bádensko-Württembersko)
- Weinheim (Bádensko-Württembersko)
- Weinsberg (Bádensko-Württembersko)
- Weinstadt (Bádensko-Württembersko)
- Weismain (Bavorsko)
- Weißenberg (Sasko)
- Weißenburg in Bayern (Bavorsko)
- Weißenfels (Sasko-Anhaltsko)
- Weißenhorn (Bavorsko)
- Weißensee in Thuringia (Durynsko)
- Weißenstadt (Bavorsko)
- Weißenthurm (Porýní-Falc)
- Weißwasser (Sasko)
- Weiterstadt (Hesensko)
- Welzheim (Bádensko-Württembersko)
- Welzow (Braniborsko)
- Wemding (Bavorsko)
- Wendlingen am Neckar (Bádensko-Württembersko)
- Werben (Elbe) (Sasko-Anhaltsko)
- Werdau (Sasko)
- Werder (Braniborsko)
- Werdohl (Severní Porýní-Vestfálsko)
- Werl (Severní Porýní-Vestfálsko)
- Werlte (Dolní Sasko)
- Wermelskirchen (Severní Porýní-Vestfálsko)
- Wernau (Bádensko-Württembersko)
- Werne (Severní Porýní-Vestfálsko)
- Werneuchen (Braniborsko)
- Wernigerode (Sasko-Anhaltsko)
- Wertheim am Main (Bádensko-Württembersko)
- Werther (Severní Porýní-Vestfálsko)
- Wertingen (Bavorsko)
- Wesel (Severní Porýní-Vestfálsko)
- Wesenberg (Meklenbursko-Přední Pomořansko)
- Wesselburen (Šlesvicko-Holštýnsko)
- Wesseling (Severní Porýní-Vestfálsko)
- Westerburg (Porýní-Falc)
- Westerstede (Dolní Sasko)
- Wetter (Severní Porýní-Vestfálsko)
- Wetter (Hesensko)
- Wettin-Löbejün (Sasko-Anhaltsko)
- Wetzlar (Hesensko)
- Widdern (Bádensko-Württembersko)
- Wiehe (Durynsko)
- Wiehl (Severní Porýní-Vestfálsko)
- Wiesbaden (Hesensko)
- Wiesensteig (Bádensko-Württembersko)
- Wiesloch (Bádensko-Württembersko)
- Wiesmoor (Dolní Sasko)
- Wildau (Braniborsko)
- Wildberg (Bádensko-Württembersko)
- Wildenfels (Sasko)
- Wildeshausen (Dolní Sasko)
- Wilhelmshaven (Dolní Sasko)
- Wilkau-Haßlau (Sasko)
- Willebadessen (Severní Porýní-Vestfálsko)
- Willich (Severní Porýní-Vestfálsko)
- Wilsdruff (Sasko)
- Wilster (Šlesvicko-Holštýnsko)
- Wilthen (Sasko)
- Windischeschenbach (Bavorsko)
- Windsbach (Bavorsko)
- Winnenden (Bádensko-Württembersko)
- Winsen (Dolní Sasko)
- Winterberg (Severní Porýní-Vestfálsko)
- Wipperfürth (Severní Porýní-Vestfálsko)
- Wirges (Porýní-Falc)
- Wismar (Meklenbursko-Přední Pomořansko)
- Wissen (Porýní-Falc)
- Witten (Severní Porýní-Vestfálsko)
- Wittenberk (Sasko-Anhaltsko)
- Wittenberge (Braniborsko)
- Wittenburg (Meklenbursko-Přední Pomořansko)
- Wittichenau (Sasko)
- Wittlich (Porýní-Falc)
- Wittingen (Dolní Sasko)
- Wittmund (Dolní Sasko)
- Wittstock (Braniborsko)
- Witzenhausen (Hesensko)
- Woldegk (Meklenbursko-Přední Pomořansko)
- Wolfach (Bádensko-Württembersko)
- Wolfenbüttel (Dolní Sasko)
- Wolfhagen (Hesensko)
- Wolframs-Eschenbach (Bavorsko)
- Wolfratshausen (Bavorsko)
- Wolfsburg (Dolní Sasko)
- Wolfstein (Porýní-Falc)
- Wolgast (Meklenbursko-Přední Pomořansko)
- Wolkenstein (Sasko)
- Wolmirstedt (Sasko-Anhaltsko)
- Worms (Porýní-Falc)
- Wörrstadt (Porýní-Falc)
- Wörth am Rhein (Porýní-Falc)
- Wörth an der Donau (Bavorsko)
- Wörth am Main (Bavorsko)
- Wriezen (Braniborsko)
- Wülfrath (Severní Porýní-Vestfálsko)
- Wunsiedel (Bavorsko)
- Wunstorf (Dolní Sasko)
- Wuppertal (Severní Porýní-Vestfálsko)
- Würselen (Severní Porýní-Vestfálsko)
- Wurzbach (Durynsko)
- Würzburg (Bavorsko)
- Wurzen (Sasko)
- Wustrow (Dolní Sasko)
- Wyk auf Föhr (Šlesvicko-Holštýnsko)

### X
- Xanten (Bádensko-Württembersko)

### Z
- Zahna-Elster (Sasko-Anhaltsko)
- Zarrentin am Schaalsee (Meklenbursko-Přední Pomořansko)
- Zehdenick (Braniborsko)
- Zeil am Main (Bavorsko)
- Zeitz (Sasko-Anhaltsko)
- Zell am Harmersbach (Bádensko-Württembersko)
- Zell im Wiesental (Bádensko-Württembersko)
- Zell (Porýní-Falc)
- Zella-Mehlis (Durynsko)
- Zerbst (Sasko-Anhaltsko)
- Zeulenroda-Triebes (Durynsko)
- Zeven (Dolní Sasko)
- Ziegenrück (Durynsko)
- Zierenberg (Hesensko)
- Ziesar (Braniborsko)
- Zirndorf (Bavorsko)
- Zörbig (Sasko-Anhaltsko)
- Zossen (Braniborsko)
- Zschopau (Sasko)
- Zülpich (Severní Porýní-Vestfálsko)
- Zweibrücken (Porýní-Falc)
- Zwenkau (Sasko)
- Zwickau (Sasko)
- Zwiesel (Bavorsko)
- Zwingenberg (Hesensko)
- Zwönitz (Sasko)

### Ž
- Žitava (Sasko)